# Václav II.
Václav II. (27. září 1271 Praha – 21. června 1305 Staré Město pražské) byl šestý český a první polský král z rodu Přemyslovců. Byl synem českého krále Přemysla Otakara II. a jeho druhé manželky Kunhuty.
Po Přemyslově smrti v bitvě na Moravském poli roku 1278 se poručníkem sedmiletého Václava stal Ota V. Braniborský a ten se pro uchování kontroly nad situací v zemi rozhodl odvézt chlapce do Braniborska. Po několika letech zmatků, hladomoru a nejisté politické situace souhlasil Ota s Václavovým návratem zpět do Čech. Teprve dvanáctiletý Václav se konečně ujal vlády, hlavní roli však hrál nový partner Václavovy matky Záviš z Falkenštejna.
Závišův vliv byl pouze dočasný, dospívající Václav jej uvěznil a po jeho popravě zahájil expanzi do Polska, kde se mu podařilo podmanit Malopolsko a také získat moc nad většinou Horního Slezska. Po smrti svého tchána Rudolfa Habsburského nepodpořil kandidaturu svého švagra Albrechta na římský trůn, ale prosadil volbu hraběte Adolfa Nasavského. Adolf však nesplnil své předvolební sliby a Václav se podílel na jeho pádu a nové volbě Albrechta Habsburského. V následujících letech pokračoval Václav v politice územní expanze, když v roce 1300 získal polskou korunu a o rok později pro svého syna Václava III. i korunu uherskou. Růst přemyslovské moci vedl k zformování protičeské koalice, v níž kromě římského krále Albrechta stanul i pretendent uherského trůnu Karel Robert z Anjou a soupeř přemyslovské moci v Polsku Vladislav I. Lokýtek. Na podzim 1304 vtrhla nepřátelská vojska do Čech a oblehla Kutnou Horu. Albrechtovi se nepodařilo Václava strhnout k rozhodující bitvě a po neúspěšném dobývání se dalo jeho vojsko s blížící se zimou na ústup. Toto vítězství nedokázal Václav zužitkovat, protože zhoršující se tuberkulóza, která mu již po nějakou dobu činila značné zdravotní potíže, způsobila jeho předčasnou smrt.
Během své vlády se Václav spoléhal spíše na umění diplomatické než válečné, využíval rozsáhlého nerostného bohatství, zejména stříbra, jež se v té době v Čechách nacházelo. Zavedením pražského groše se mu podařilo stimulovat hospodářský rozvoj a zahraniční obchod, vytvořením nového horního zákoníku Ius regale montanorum se definovala role státu ve vztahu k hornické činnosti. Václav byl literárně činný a byl i velkým mecenášem minesengrů.

## Život

### Dětství

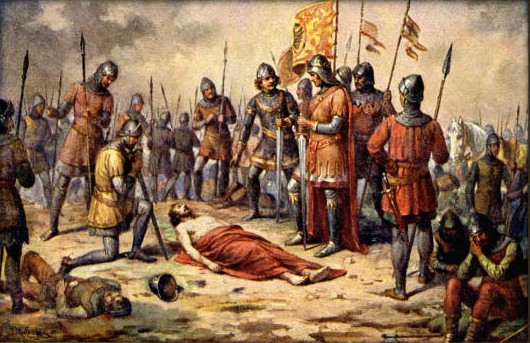
Přemysl Otakar II. po bitvě na Moravském poli

Václav II. se narodil jako mnoho let očekávaný syn a dědic českého krále Přemysla Otakara II. Václavova matka byla Kunhuta Uherská, dcera Rostislava Haličského z dynastie Rurikovců a vnučka uherského krále Bély.
| „                     | Protože se pak tento mladší syn narodil v předvečer svátku svatého Václava mučedníka, dostal při svatém křtu, jehož pramenem byl znovuzrozen, vlastní jméno Václav; neboť staří Čechové měli z pocitu zbožné úcty ve zvyku, že dávali svým dětem jména svatých, o jejichž narozeninách se na tento svět narodily. | “ |
| — Zbraslavská kronika | |   |

V době jeho narození byl Přemysl na vrcholu své moci. Kromě zděděných českých zemí získal postupně Rakousy, Štýrsko, Korutany, Kraňsko a Furlansko. Situace se změnila, když byl 1. října 1273 zvolen římskoněmeckým králem Rudolf Habsburský a zahájil velký revindikační program ve snaze vybudovat si novou rodovou základnu. Proto ihned po volbě nařídil Přemyslovi, aby mu odevzdal Rakousy, Štýrsko, Korutany, Kraňsko a Chebsko. Když se Přemysl nepodřídil, vyhlásil nad ním Rudolf říšskou klatbu. Spor poprvé vyvrcholil v roce 1276, kdy se oslabený Přemysl Otakar II. poddal Rudolfovi a souhlasil s rozhodčím řízením. Výsledná smlouva znamenala ztrátu alpských zemí a Chebska s výjimkou části Rakouska na levobřežní straně Dunaje. Součástí dohody bylo i to, že dědic českého království Václav měl být zasnouben s některou z dcer Rudolfa Habsburského. Uklidnění bylo jen zdánlivé. Brzy následovalo nové kolo sporu mezi znepřátelenými panovníky, které vyvrcholilo rozhodující bitvou na Moravském poli, ve které Přemysl Otakar II. padl.

### Regentství Oty Braniborského

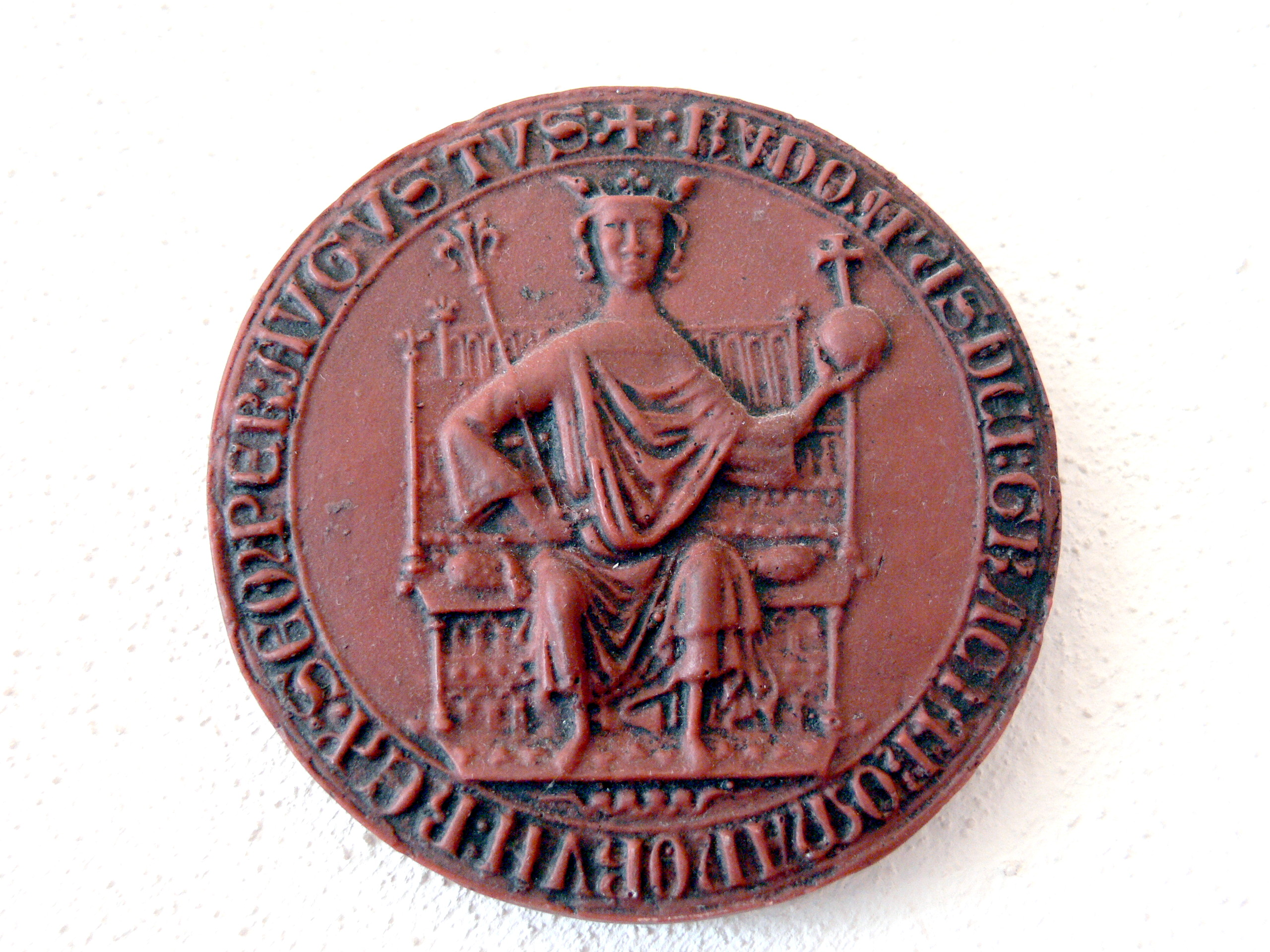
Pečeť Rudolfa Habsburského

V prvních dobách po manželově skonu viděla královna Kunhuta hlavní nebezpečí v osobě Rudolfa Habsburského a hledala oporu u Oty Braniborského. Kromě příbuzenských vztahů zde sehrály roli i dřívější osobní dohody mezi Přemyslem Otakarem II. a Otou V. Navíc bylo i v zájmu braniborských markrabat zamezit další expanzi římského krále. Rudolf mezitím rozpustil většinu svého vojska a začal přebírat moc na Moravě. Habsburskou vládu uznala mnohá moravská města (Znojmo, Olomouc, Brno, Hlubčice, Jihlava) a podařilo se pro spolupráci získat i olomouckého biskupa Bruna. Dočasný zábor Moravy byl zdůvodněn náhradou dluhů ve výši 40 000 marek stříbra, které musel Rudolf obětovat na zajištění obrany před vpádem českých vojsk. Jeho politika vůči českým zemím se držela osvědčeného schématu konsensuální politiky vůči biskupům, šlechtě a městům. Ota po svém příchodu do Čech nepůsobil jako spojenec královny, ale za pomoci silného vojenského kontingentu obsadil Pražský hrad a navázal styky s měšťanstvem i šlechtou, ve snaze vybudovat si v království vlastní silné pozice. Jeho chování královnu zaskočilo a o pomoc požádala dalšího Přemyslova příbuzného, vratislavského vévodu Jindřicha Probuse, který byl v dětství vychováván na pražském dvoře. Ten se i s vojskem objevil na Čáslavsku a podařilo se mu zřejmě získat podporu i části východočeské šlechty.
Vývoj v Čechách zneklidnil Rudolfa natolik, že se rozhodl k vojenskému tažení. Požádal o pomoc své říšské spojence a po překročení česko-moravského pomezí se i s vojskem utábořil na Čáslavsku. Zde s ním navázala spojení královna Kunhuta a spolu se svými dětmi slíbila přijmout ochranu římského krále. Požadovala však, aby byl vratislavský vévoda uznán poručníkem malého dědice trůnu. Ota Braniborský se Rudolfa nezalekl a spolu se svými českými spojenci přitáhl ke Kolínu a zahradil mu cestu ku Praze. Hrozící srážku odvrátila dohoda, která určila další vývoj. Poručnictví nad Václavem (a vládu v Čechách) získal na pět let braniborský markrabě, Moravu na stejnou dobu Rudolf Habsburský a Jindřich Probus získal na blíže neurčenou dobu Kladsko. Kunhutě pak byly určeny příjmy na Opavsku. Toto rozhodnutí bylo zaměřeno proti nemanželskému synu zemřelého krále Mikuláši, který měl už dříve na Opavsku zaručené příjmy, a který předpokládal, že těchto peněz bude moci využít ke svému vykoupení z uherského zajetí. Uzavřenou dohodu měly také garantovat plánované manželské aliance mezi Habsburky, Přemyslovci a Askánci. Po pěti letech se mělo české království obnovit v čele s Václavem II. Jindřich Probus poté v rozporu s úmluvami zabral i Broumovsko.
V zimě 1278 došlo v Jihlavě či v Čáslavi k dvojitým dětským zásnubám či sňatku mezi Václavem a Gutou Habsburskou a mezi Anežkou a Rudolfem Habsburským.

| „                          | I smluvili se tehdy dál, že Václav, mladý český král, jenž o otce byl oloupen, z žalu má být vykoupen a oddán s římského krále dcerou… | “ |
| — Štýrská rýmovaná kronika | |   |

Když byl Václav po návratu do Prahy spolu se svou matkou a zřejmě i sestrou Anežkou začátkem února 1279 převezen na hrad Bezděz, využila po nějaké době královna svolení k návštěvě hrobu zemřelého Přemysla Otakara II. ve Znojmě a syna zanechala v péči Oty Braniborského.
| „                       | A vydavši se na cestu, když měla jeti na Moravu, zaměřila své kroky do Opavy a tak chytře a moudře vyvázla z úzkostí a obtíží, jež trpěla od Němců… | “ |
| — Pokračovatelé Kosmovi | |   |

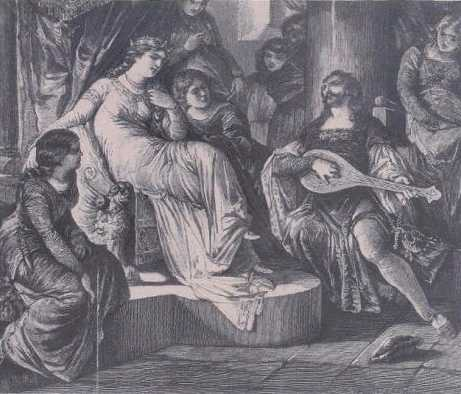
Adolf Liebscher, Královna Kunhuta a Záviš z Falkenštejna

Zde se kolem královny konstituoval malý dvůr, v němž byla zastoupena většina představitelů lokálních elit v čele s Milotou z Dědic, Vokem z Kravař a Herbordem z Fulštejna. V průběhu roku 1280 se královna vdova sblížila se Závišem z Falkenštejna a nejpozději na začátku následujícího roku jej jmenovala purkrabím na Hradci u Opavy. Po návratu Mikuláše Opavského z uherského zajetí a poté, co se na Opavsku ujal svých práv, musel Záviš s Kunhutou Opavsko opustit. Pravděpodobně v roce 1282 se dvojici na neznámém místě na Moravě narodil syn Jan.
Aby nemohlo dojít k osvobození Václava z braniborského zajetí, byl z Bezdězu na konci roku 1279 převezen nejdříve do Žitavy a později do Berlína a Špandavy. Mnoha autory tak oblíbené Václavovo strádání v zajetí je nutno poněkud zpochybnit. Zbraslavská kronika vznikla zřejmě za účelem Václavova svatořečení a pozdější královy vztahy s Otou Braniborským nevypovídají o týrání hladem a zimou. V tu dobu také ještě žila Václavova teta a Otova matka Božena. Po stížnostech královny Kunhuty u římského krále se v roce 1280 uskutečnila nová výprava Rudolfa Habsburského do Čech. Jejím cílem bylo vytlačení braniborských vojsk a obnova legitimní vlády. Protože však stále nezanedbatelná část šlechtických elit byla zájmově spojená s Otou Braniborským, byl jediným výsledkem tažení Otův příslib, že Václava přiveze zpět na Pražský hrad. Svůj slib však nedodržel.
Válečné události a s nimi spojená nejistota způsobily už od roku 1280 nedostatečné obhospodařování polí a snižování zásob obilí. Situace vyvrcholila na jaře 1282, kdy došlo v Čechách i na Moravě k hladomoru.
| „                     | Léta 1282 když se byl hlad zmáhal a loupeže přibývaly, zemřelo takové množství ubohých lidí na Moravě, že ani všichni nemohli býti pochováni, nýbrž že těla mrtvých na polích a ve vsích nalezená do velikých jam se házela a když tyto naplněny byly konečně zemí pokrývala. | “ |
| — Jindřich Heimburský | |   |

Žalostný stav rozvráceného království aktivizoval část šlechty, která si vynutila Václavovo vydání zpět do Čech. Ota smlouval dlouho a stále zvyšoval nároky, jež měly být na základě jednání uspokojeny částí severních Čech. Rudolf Habsburský, v budoucnu Václavův rádce a ne vždy nezištný příznivec, ovšem Otovy nároky neuznal, a tak ho o ně připravil.
Návrat krále Václava II. v květnu 1283 se jevil jako příslib lepších časů.
| „                       | Když ten 24. května přijel, vyšli mu páni a též rytíři vstříct na mnoho mil. Duchovní pak z celého města s lidem mu vyšedše vstříct, uvítali ho slavně v procesí před branou hradu zpívajíce „Advenisti desiderabilis“ i jiné hymny a písně, a lid zpíval „Hospodin pomiluj ny“. | “ |
| — Pokračovatelé Kosmovi | |   |

### Boj šlechtických stran

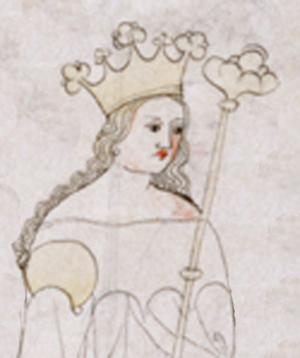
Guta Habsburská (iluminace ze Zbraslavské kroniky)

Po návratu krále Václava II. převzala vládu šlechtická skupina, která se podílela na jeho vykoupení z internace. Patřili mezi ně pražský biskup Tobiáš z Bechyně a jeho příbuzní Čeněk z Kamenice a Dobeš z Bechyně. Dále pak Purkart z Janovic, Zbyslav z Třebouně, Zdeslav z Lemberka, Beneš z Vartenberka a jiní. V této době také Rudolf Habsburský rozhodl, že Václav II. není vázán vynuceným slibem a není povinen zaplatit Otovi Braniborskému žádné odstupné za správu Čech. Poté, co se k svému synovi vrátila královna Kunhuta, vymohla si královu přízeň i pro svého milence Záviše a jejich syna Ješka. V souvislosti s královniným návratem došlo na dvoře i k pokojnému převratu, kdy významné úřady obsadili Závišovi příbuzní a přátelé Vítek z Krumlova, Ojíř z Lomnice, Hroznata z Úžic, ale i Hynek z Dubé, Lichtenburkové, Šternberkové a další. Opoziční šlechtická skupina se sice na jaře pokusila dobýt zpět ztracené pozice, ale bez úspěchu. Po zprostředkování Rudolfa Habsburského došlo ke smíru a slibu zachování dané situace na čtyři roky. Soupeřící šlechtické skupiny, snad mimo Vítkovců, měly spíše podobu momentálních nahodile utvářených účelových koalic než pevných šlechtických aliancí. Pravděpodobně někdy v této době se Záviš z Falkenštejna oženil s královnou vdovou.
V lednu 1285 se v Chebu konalo slavné završení Václavova sňatku s Gutou a následně došlo také k dalšímu sblížení mezi Habsburky a Mikulášem Opavským, kterého Rudolf zjevně chápal jako protiváhu Záviše z Falkenštejna. Ještě v únoru toto sblížení stvrdil i sňatek Mikuláše s Rudolfovou vzdálenou příbuznou Adelheidou. Poté, co Václav složil Rudolfovi lenní hold, odvedl si Rudolf svou dceru zpět.
| „                     | Dívenka z královské krve, všem milá, se českému králi nesmírně zalíbila, když vstoupila do jeho lože. | “ |
| — Zbraslavská kronika | |   |

Václav se začal titulovat králem Čech a markrabětem moravským. Přestože v září 1285 zemřela královna Kunhuta, jejím skonem nedošlo ve vztahu mezi Václavem a Závišem k žádné změně, otčímovo privilegované postavení nebylo nijak narušeno. Naopak v říjnu 1285 obdaroval král Záviše a jeho syna Ješka rozsáhlým územím ve východních Čechách. Brzy poté společně zahájili tažení na Moravu, kde se snažili obnovit královskou autoritu. Při této příležitosti bylo pobito několik stovek lapků sužujících různé části Moravy.

### Konec Záviše zFalkenštejna a odboj Vítkovců
Změna situace nastala v roce 1287, kdy na přelomu června a července konečně dorazila do Čech Václavova manželka Guta a zároveň si dle štýrského kronikáře pro svou choť Anežku přijel mladý vévoda Rudolf. S příchodem královny začal Záviš z Falkenštejna pomalu ztrácet svůj vliv u dvora. Aby situaci změnil, rozhodl se posílit se souhlasem krále svou pozici novým sňatkem se sestrou uherského krále Alžbětou. Na klesající Závišův vliv ukazuje přepadení jeho svatební výpravy do Uher Jindřichem z Lichtenburka koncem roku 1287. Záviš se musel zachránit útěkem do Opatovického kláštera. S královou pomocí připravil novou výpravu a strávil v Uhrách čtyři měsíce, během kterých se nejen oženil s Alžbětou, ale navázal i blízký vztah s uherským králem Ladislavem. Šlechtická opozice soustředěná kolem královny Guty využila Závišovy několikaměsíční nepřítomnosti ke své aktivizaci. Královna se již od svého příchodu do Prahy úspěšně snažila vzbudit nedůvěru mezi králem a Závišem. Zdá se, že někdy na přelomu let 1288 a 1289 byl Záviš zatčen.
| „                     | …král Václav se rozhodl, aby se postaral o mír sobě i celému království, uvrhnout Záviše do pout zajetí a předstíraje, že se nemůže bez jeho průvodu odebrati k chystané křestní hostině, poslal pro něho posly, aby přišel do Prahy doprovoditi ho… | “ |
| — Zbraslavská kronika | |   |

O Velikonocích roku 1290 Václav spolu se svou manželkou navštívil v Erfurtu římského krále Rudolfa, který mu potvrdil právo volby římského krále a také úřad říšského číšníka. Zároveň také vyhověl Václavově prosbě o pomoc a poslal s ním zpátky do Čech nejen svého syna Rudolfa a bamberského biskupa Arnolda, ale i početné vojsko, které mělo pomoci při pacifikaci povstalých Vítkovců. Brzy po příchodu do Prahy sice Rudolf nečekaně zemřel, ale jeho bojovníci v Čechách zůstali. Potlačení povstání napomohly i okolnosti – v krátkém sledu zahynuli jak vratislavský vévoda Jindřich Probus, tak i uherský král Ladislav. Vítkovská vzpoura tak ztratila oporu v zahraničí.
Záviš zůstal v zajetí do léta 1290, kdy byl postaven před soud a odsouzen. Na radu římského krále jej Václav využil k získání jihočeských hradů pod kontrolou Vítkovců. Mikuláš Opavský, který vojsko vyslané proti vzbouřeným Vítkovcům vedl, vždy pod pohrůžkou Závišovy popravy donutil hejtmany jednotlivých tvrzí, aby mu každou z nich vydali. Situace se vyhrotila ve chvíli, kdy Mikulášovo vojsko stanulo před hradem Hluboká hájeným Závišovým bratrem Vítkem. Vítek nehodlal ustoupit, mimo jiné i díky tomu, že držel jako rukojmí Čeňka z Kamenice, bratra biskupa Tobiáše. Královská strana ovšem taktéž nebyla ochotná k vyjednávání – pravděpodobně 4. července byl Záviš na louce poblíž Hluboké popraven stětím. Záhy nato jej následoval i Čeněk z Kamenice, jehož život ukončil Vítek v odvetě za smrt svého bratra. Závišovo tělo poté převzala jeho rodina, aby jej uložila ve vítkovském rodovém klášteře ve Vyšším Brodě.
| „                     | …podivným rozhodnutím Boží pomsty v době jednoho měsíce padl král uherský zabit mečem, vévoda vratislavský zahynul byv otráven a Záviš, který dal příležitost k tém špatnosti, byv sťat skončil bídnou smrtí své dny. | “ |
| — Zbraslavská kronika | |   |

### První léta samostatné vlády a Václavův dvůr

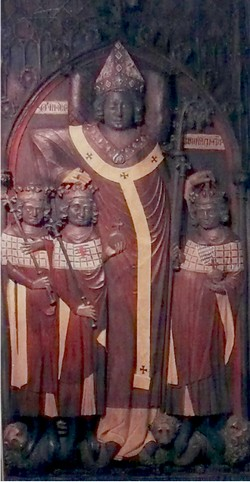
Náhrobek Petra z Aspeltu (Katedrála sv. Martina a sv. Štěpána v Mohuči)

Václav se ujal samostatné vlády již po zajetí Záviše z Falkenštejna. Prvním zásahem do správy státu byla výměna Závišových straníků, dosud působících v nejvyšších úřadech země, za loajálnější velmože. Na počátku ledna 1289 opustili posty ve státní správě Vítek z Krumlova a Závišův švagr Hroznata. Jejich místa a místa dalších Závišových lidí nyní zaujali šlechtici prohabsburské orientace jako Albrecht ze Žeberka nebo přeběhlíci z řad Závišových příznivců, například Hynek z Dubé, který prostřídal funkce nejvyššího komorníka a purkrabího Pražského hradu. Další část dvora nyní tvořili nemanželští potomci Přemysla Otakara II. a jejich příbuzní, mezi něž patřili Mikuláš Opavský nebo Jan, zastávající úřady probošta vyšehradského a kancléře království. V následujících letech se ke dvoru připojili i významní lidé pocházející zejména z duchovenstva. Jistě ne náhodou se na králově dvoře objevil po náhlém skonu Jindřicha Proba míšeňský probošt Bernard z Kamence, který pomohl Václavovi při expanzi do Polska a při ovlivnění volby římského krále roku 1292. Jeho předchůdcem byl Arnold Bamberský, který se spolupodílel na uklidňování českých pánů po zatčení Falkenštejna. A zřejmě od roku 1296 oba tyto zkušené diplomaty vystřídal Petr z Aspeltu a cisterciáčtí opaté Konrád s Heidenreichem. Zásadní vliv mezi královskými rádci měl pražský biskup Tobiáš, který byl již vůdčí osobností protizávišovské opozice. Po jeho smrti, jakkoliv Václav udržoval s biskupským stolcem přátelské vztahy, již nikdy biskupové takového vlivu na Václavova rozhodnutí nedosáhli.
Jedním z prvních cílů, jenž před Václavem vyvstal, bylo zklidnění poměrů v království. Začalo opětovné nastolování pořádku a trestání těch, kteří porušovali zemský mír. Zároveň začal královský dvůr vymáhat zpět majetek nelegálně získaný za Závišovy vlády a předávat jej Václavovým příznivcům a loajálním šlechticům. V některých případech byl Václav dokonce nucen takto znovu nabyté bohatství rozdat, aby si do budoucna zajistil podporu významnějších velmožů. Například centrální část bývalého Závišova panství odstoupil Dobeši z Bechyně, značné odměny získal i biskup Tobiáš. Většinu Vítkovců nezasáhly významnější represe, čehož dosáhl obratným vyjednáváním jeden z tehdejších nejvýznamnějších členů rodu Jindřich z Rožmberka, jenž se poté zařadil i k Václavově dvoru. Vyjma Závišových bratrů, jimž bylo umožněno výměnou za jejich majetek uprchnout, došli ostatní Vítkovci s královskou mocí k dohodě. Dosud napjatá situace se tak v Čechách i na Moravě od roku 1290 postupně uklidnila.
| „                   | Následovalo nyní několik let ouplného pokoje uvnitř země české a spolu nerušených politických poměrů k cizině — úkaz to neobyčejný v dějinách středověkých. | “ |
| — František Palacký | |   |

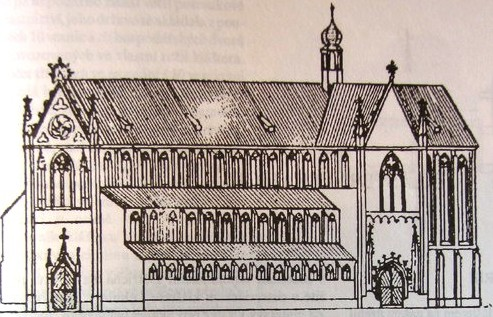
Zbraslavský klášter (kopie barokního nákresu)

Roku 1292 ohlásil Václav svůj plán vystavět na Zbraslavi cisterciácký klášter k poctě Panny Marie. K formálnímu založení kláštera došlo o rok později. Zde se panovník oddával zbožnému rozjímání, uzavíral smlouvy, případně se uvnitř klášterních zdí projednávaly i významné státní záležitosti. Další důležitou rolí, již klášter hrál ve Václavově životě, byla funkce kláštera jako místa věčného odpočinku pro českého krále i jeho příbuzné – Zbraslav se měla stát novým přemyslovským pohřebištěm.

### Expanze do Polska

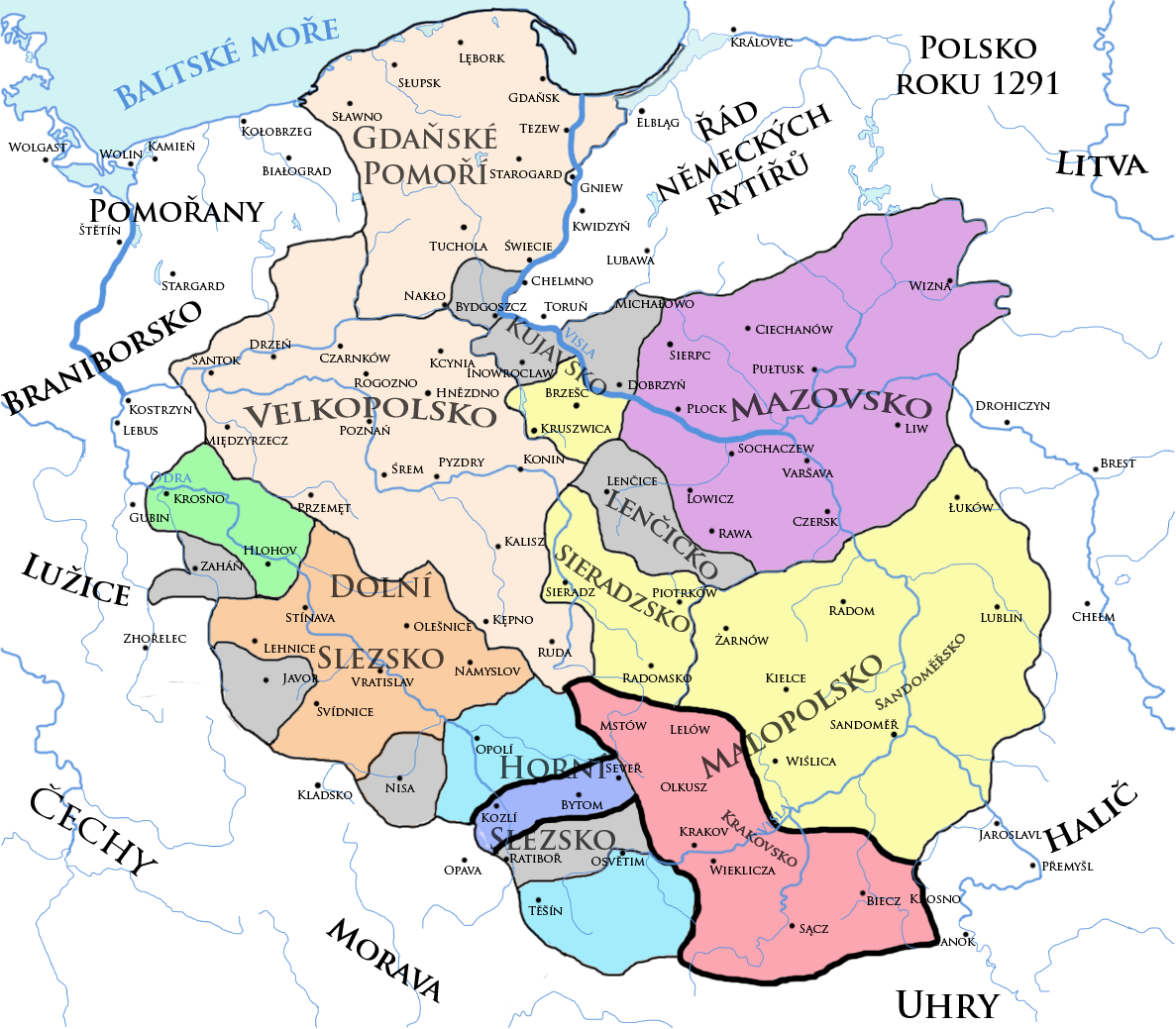
Polská knížectví roku 1291:
Území v přímem držení Václava II.
Spojenci Václava II.
Vazalové Václava II.
Přemysl II. Velkopolský
Jindřich V. Tlustý
Vladislav I. Lokýtek
Jindřich Hlohovský
Boleslav a Konrád Mazovští
menší nezávislá území

Ukazatelem změny v dosavadní české zahraniční politice byla lenní přísaha Kazimíra Bytomského, jednoho z knížat v Horním Slezsku, v lednu 1289. Česká expanze od nynějška neměla směřovat na jih do rakouských zemí, ale spíše do Polska, rozděleného na řadu menších knížectví. Drobnější kroky k propojení polských a českých zemí byly podniknuty již za Přemysla Otakara II. a sám Václav na ně navazoval, ovšem v daleko větším měřítku. Do čela přemyslovské východní politiky se postavil Bernard z Kamence, zkušený diplomat, jenž za svého předchozího působení ve Vratislavi a dalších zemích dobře znal polské poměry, a byl tedy Václavovi II. v zahraniční politice velkou oporou. Právě za jeho příchodu na pražský dvůr se českému králi otevřela možnost důrazněji se v Polsku prosadit.
O dědictví Jindřicha Proba, jež zahrnovalo zejména Vratislavsko a Krakovsko, vypukl boj, jehož se hodlal zúčastnit i Václav. Zatímco Vratislavsko připadlo lehnickému vévodovi Jindřichovi Tlustému, Krakovsko původně získal vévoda Přemysl II. Velkopolský, ovšem jeho vláda v těchto zemích trvala jen krátce. Český král, jenž na základě závěti dostal nazpět Kladsko, uzavřel dohodu s purkrabím hradu Skála na Krakovsku Jindřichem ze Wstowa a získal jako spojence i vévody Boleslava Opolského a Měška Těšínského, čímž pod svůj vliv dostal většinu Horního Slezska. Přemysl Velkopolský měl zájmy i na dalších polských územích. Předně se střetával s vlivem braniborských Askánců v gdaňském Pomoří. Na podzim 1290 toto území získal, a sice na základě lenního slibu pomořanského knížete Mstivoje II. a místní šlechty. Za této situace došlo mezi Václavem a Přemyslem k dohodě. Výměnou za nároky na Malopolsko dostal Přemysl finanční odškodnění. Český dvůr se patrně angažoval i při uzavření sňatku mezi ním a dcerou braniborského markraběte Markétou, čímž si územní zisky v oblasti Pomoří zajistil, přestože se braniborští Askánci nároků na tuto oblast plně nevzdali. Roku 1291 vtáhlo do Krakovska české vojsko a získalo je pod Václavovu vládu. Zdejší polská nobilita zpočátku neprojevovala příliš velkou podporu novému vládci a naopak upínala své naděje k sandoměřskému knížeti Vladislavu Lokýtkovi, který Sandoměřsko získal po smrti svého bratra Leška Černého. I sám Lokýtek se pokoušel o získání Krakovska, a pořádal proto na toto území loupeživé nájezdy. Tím si ovšem krakovské velmože znepřátelil a naopak je nechtěně dovedl do tábora českého krále. Nicméně Václav v této chvíli ještě proti Lokýtkovi podporovanému také uherskými vojsky zasáhnout nemohl, protože pozornost české diplomacie se upírala do svaté říše římské, kde mělo po smrti římského krále Rudolfa Habsburského dojít k volbě nového panovníka.
Po svém prvním polském tažení tedy Václav II. získal Krakovsko, jež dal do správy Boleslavu Opolskému. Spolu s tím i specifikoval v několika listinách principy přemyslovské vlády na nově získaných územích. Nejvýznamnější z nich je takzvaná první polská magna charta zaručující bezpečnost obyvatelstva, zejména církevních institucí. Dokument dále stanovoval radu složenou z krakovského biskupa, vyšších úředníků a předních velmožů, jež se měla podílet na správě země. Zároveň král přislíbil, že nevypíše žádné další daně. Své postavení v Polsku si dále pojistil sňatkem své sestry Kunhuty s plockým knížetem Boleslavem, protivníkem Vladislava Lokýtka.

### Volba římského krále

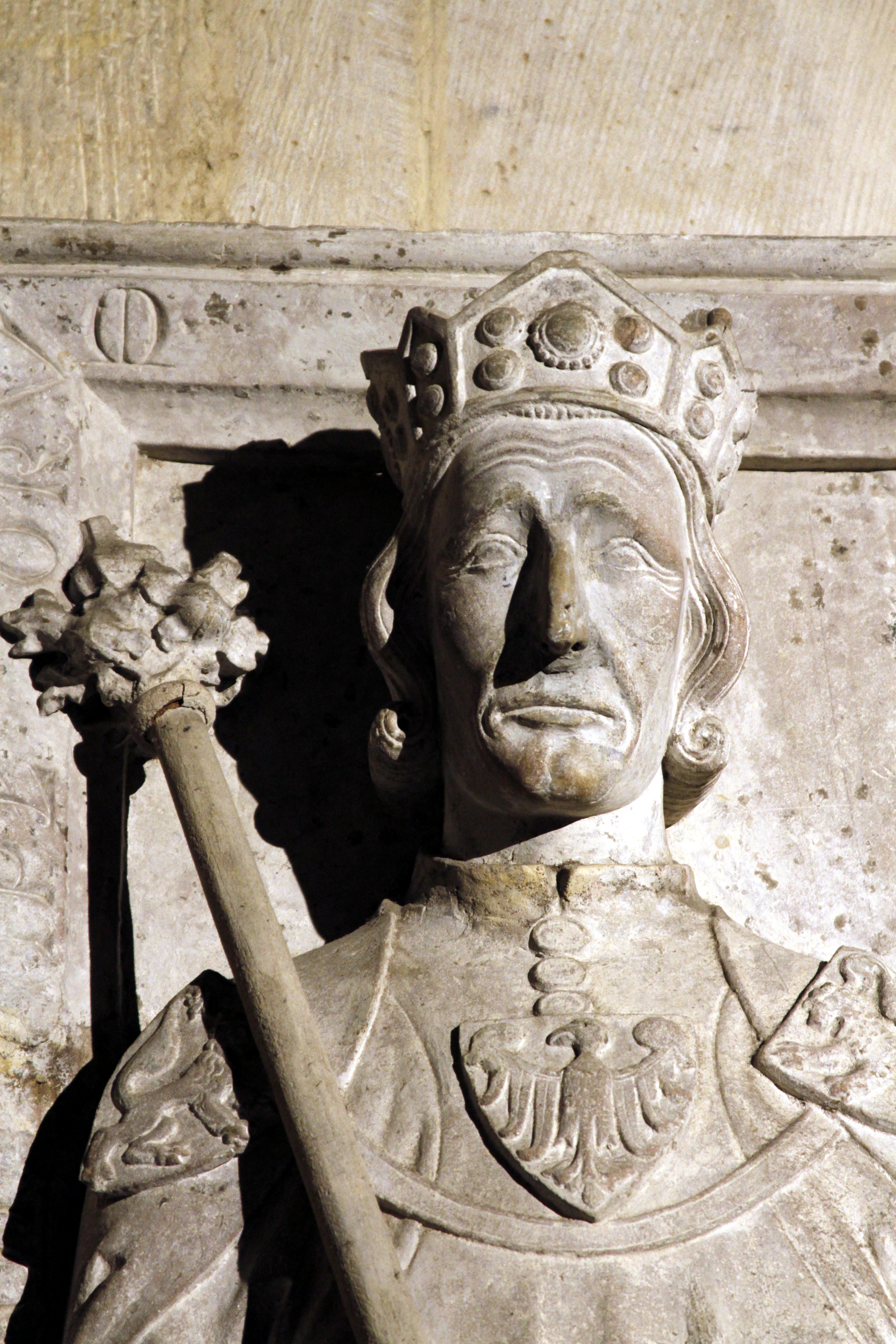
Náhrobek Rudolfa Habsburského (Špýrský dóm)

Římský král Rudolf Habsburský zemřel 15. července 1291 ve Špýru, kde byl také pohřben. Po jeho smrti převzal správu říše dočasně rýnský falckrabě Ludvík. Václav nastalé situace využil a při jednání s říšským správcem se mu podařilo získat Chebsko, jež mělo pro české země důležitou strategickou a ekonomickou polohu. Na podzim 1291 Václav získal podporu saského vévody Albrechta II. a braniborského markraběte Oty Dlouhého. Oba kurfiřti proklamovali své rozhodnutí následovat ve věci volby nového krále rozhodnutí českého panovníka. Padly i pochybnosti ohledně volby Albrechta, syna Rudolfa Habsburského, který se pro pošlapávání svobod šlechty ve svých zemích netěšil v říši velké popularitě. Jeho pozice také podkopávala povstání proti habsburské vládě v Rakousích a Štýrsku, i když ta dokázal s úspěchem potlačit. Taktéž útok uherského krále Ondřeje III. skončil nezdarem. Větších úspěchů dosáhly až tři alpské oblasti Uri, Schwyz a Unterwalden, jež se spojenými silami dokázaly Habsburkům ubránit. Tyto země posléze stály u zrodu dnešního Švýcarska. Václav po dlouhou dobu taktizoval a pravděpodobně i určitou dobu předpokládal případnou volbu švagra Albrechta Habsburského. Zpočátku i celková politická situace v říši nasvědčovala tomu, že Albrecht skutečně římským králem zvolen bude.
| „                     | …vyslal sám pan Václav jako jeden z mnoha říšských volitelů, protože se nemohl osobně zúčastnit volby krále, k té volbě místo sebe s neuvěřitelnou nádherou pana Bernarda, opata míšeňského, s ostatními šlechtici království, aby ho při té volbě zastupovali a usilovně zabránili jeho švagrovi, totiž rakouskému vévodovi, dosáhnout říšské koruny… | “ |
| — Zbraslavská kronika | |   |

Samotná volba proběhla ve Frankfurtu nad Mohanem v dubnu 1292. Václava II. zde zastupoval Bernard z Kamence doprovázený předními velmoži království – Hynkem z Dubé, Dobešem z Bechyně a Albrechtem ze Žeberka. Jednání ovšem neprobíhala tak přímočaře, jak prohabsburská strana očekávala, protože část kurfiřtů ovlivněná českými vyslanci se vyslovila proti Albrechtově zvolení.

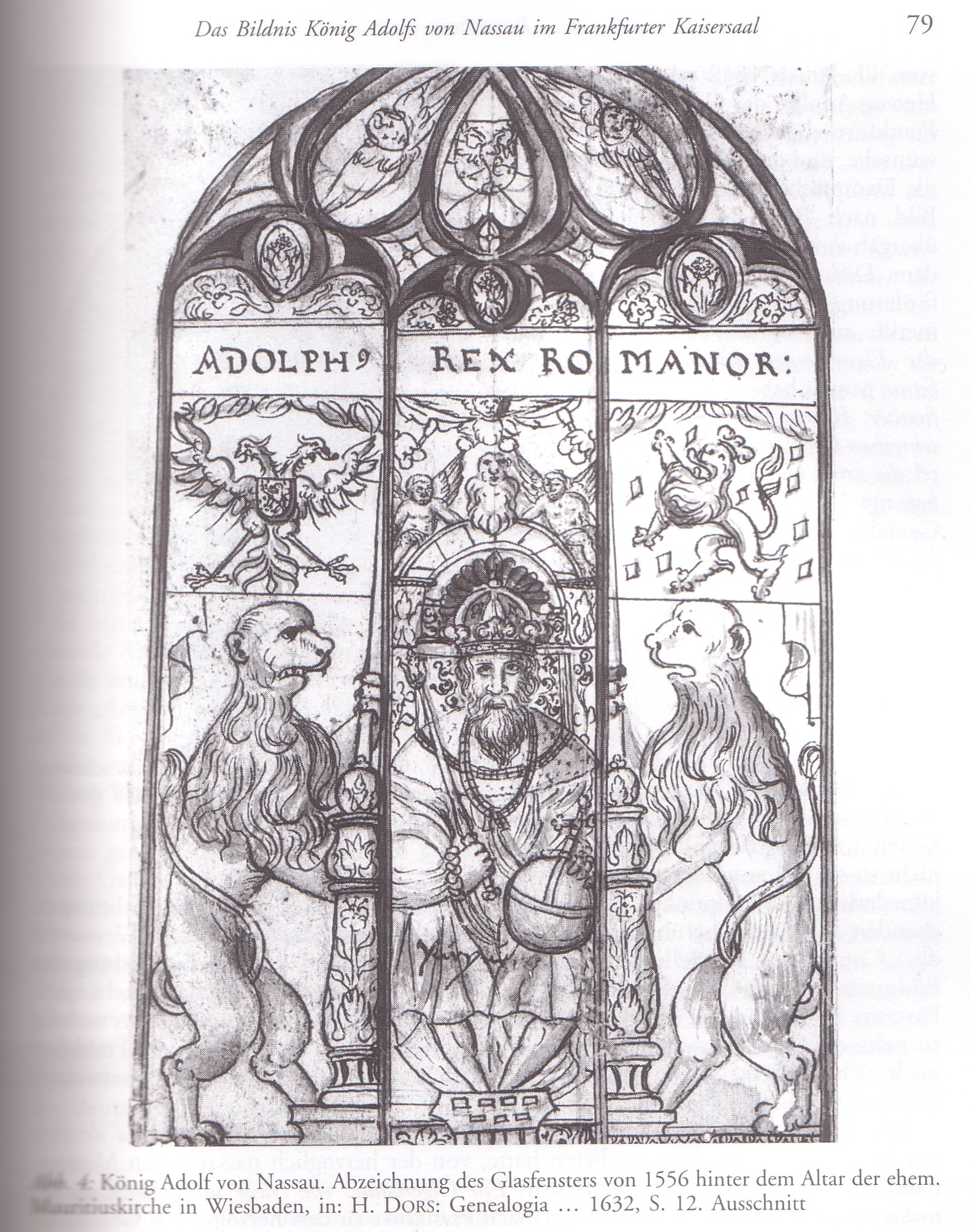
Adolf Nasavský (nákres vitráže z kostela sv. Mauricia ve Wiesbadenu)

Spory mezi kurfiřty měly být vyřešeny předáním všech hlasů do rukou mohučského arcibiskupa. Ten pak k překvapení prohabsburského falckraběte Ludvíka, jenž očekával podporu habsburské strany, zvolil novým králem hraběte Adolfa Nasavského. Zde zapůsobily předchozí dohody mohučského duchovního s kolínským arcibiskupem a kurfiřtem Siegfriedem, jenž Adolfa s pomocí dalšího kurfiřta, trevírského arcibiskupa Bohemunda, na místo nového krále prosadil. Adolf Nasavský pocházel z nevýznamného šlechtického rodu, navíc se nemohl opřít o větší pozemkové domény jako Habsburkové, a byl tedy pro kurfiřty přijatelným kandidátem. Průchodnost volby tohoto nového kandidáta měl zajistit i ozbrojený doprovod, který překvapil další říšská prohabsburská knížata, jež se sjela na místo volby ve slavnostních oděvech.
České diplomatické misi se v této chvíli výměnou za podporu arcibiskupova kandidáta, jež byla v daném okamžiku rozhodující, podařilo docílit významných zisků a privilegií. Především došlo k ujednání sňatku mezi Adolfovým synem a Václavovou dcerou Anežkou. Václav II. si později na králi vymohl, že nebude obsazen prázdný markraběcí trůn v Míšeňsku, zemi ležící po proudu Labe a tedy obchodně významné pro České království, dokud by na něj Václav případně neprokázal své dědické nároky.

### Nové územní zisky

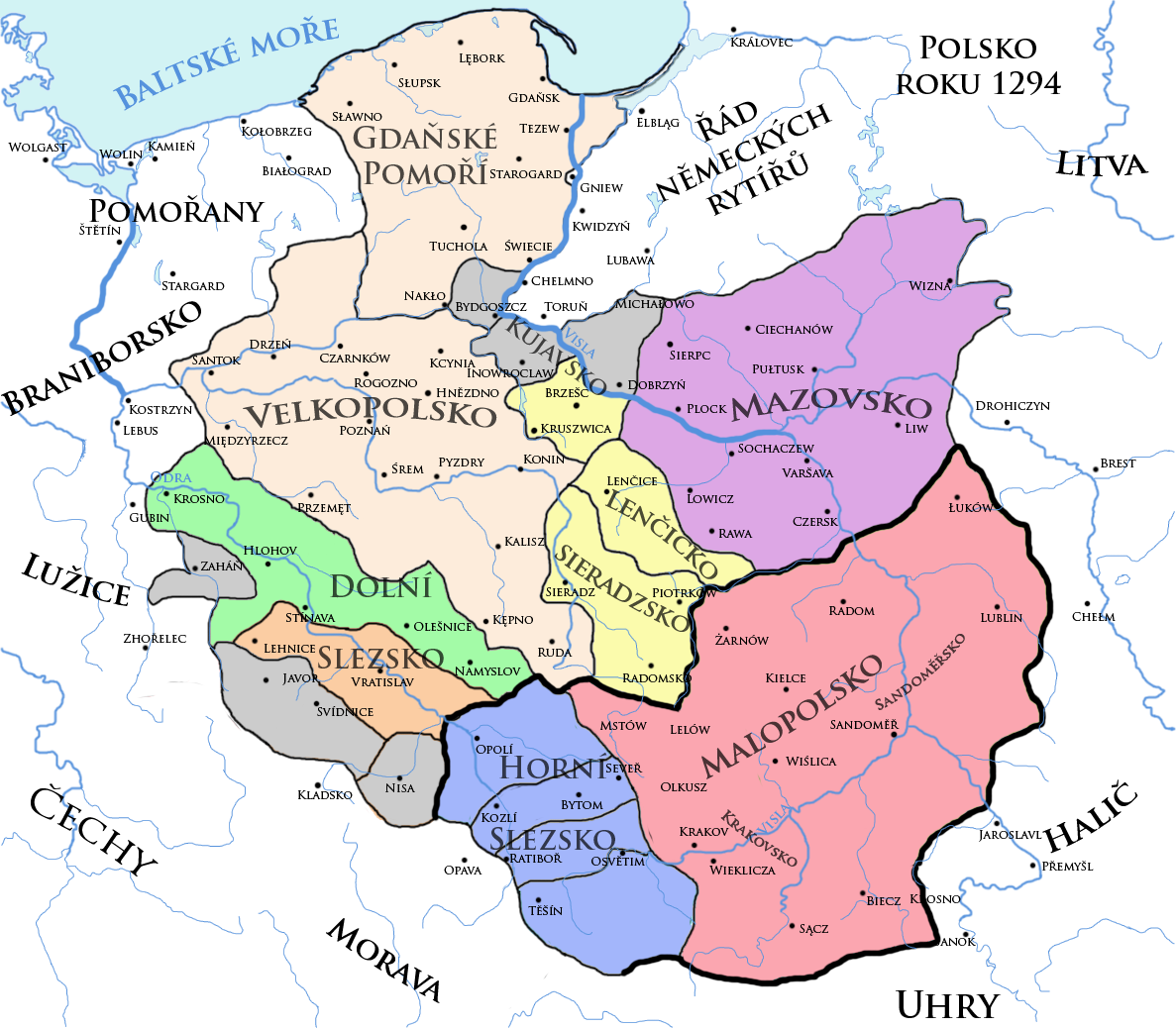
Stav v Polsku roku 1294:
Území v přímem držení Václava II.
Vazalové Václava II.
Přemysl II. Velkopolský
Jindřich V. Tlustý
Vladislav Lokýtek
Jindřich Hlohovský
Boleslav II. Mazovský
menší nezávislá území

Václav se v nové politické situaci pokusil vytěžit z výsledku volby co nejvíce. K původním požadavkům byly nyní připojeny i případné Václavovy nároky na Rakousy, Štýrsko a Korutany. V tomto směru se měl nový římský král zasadit o narovnání poměrů mezi Václavem, Albrechtem a Menhardem II. Tyrolsko-Gorickým nejpozději do svátku Tří králů, skutečnost však nakonec byla zcela jiná. Hrozící konflikt mezi Adolfem Nasavským a původním pretendentem trůnu Albrechtem Habsburským byl vyřešen dohodou, na základě níž se rakouský vévoda novému králi poddal a na oplátku získal v léno všechny své země. Tím se posílilo jak Adolfovo postavení v říši, tak pozice Habsburků v jejich vlastních zemích. Jak tento vývoj Václav přijal, není známo. V té době byl plně zaměstnán tažením do Malopolska, kde stále v oblasti Sandoměře konkuroval přemyslovské moci Vladislav Lokýtek.
Přemyslovské vojsko se sešlo v srpnu 1292 ve vojenském táboře poblíž Opolí, kde Václav od braniborského vládce Oty Dlouhého společně s dalšími šlechtici obdržel rytířský pás a přijal lenní hold opolských knížat.
| „                     | …přišli také ke králi vévoda opolský, ratibořský, bytomský a těšínský, čtyři rodní bratři a přijavše od něho svá vévodství v léno, přislíbili v budoucnosti poslouchat jeho rozkazů… | “ |
| — Zbraslavská kronika | |   |

Samotné tažení netrvalo dlouho. Sandoměř záhy padla a Lokýtek byl donucen uprchnout do Sieradzu, kde byl po dobytí města 28. září zajat. Po dalších jednáních se Lokýtek zřekl svých nároků na Krakovsko a Sandoměřsko a složil Václavovi slib věrnosti. Při správě nově získaných území zavedla česká administrativa řadu reforem dotýkajících se soudnictví, mincovnictví a správy. Královým zástupcem se v těchto zemích od nynějška stal takzvaný capitaneus (starosta či též hejtman) vybíraný z předních velmožů Václavova okolí. Přes vytvoření tohoto nového systému nedošlo ke zrušení stávajících zemských úřadů, ty byly naopak udělovány příslušníkům loajální polské šlechty. Instituce starosty přežila i pozdější zhroucení přemyslovské moci a v různých obdobách se v Polsku zachovala i nadále.

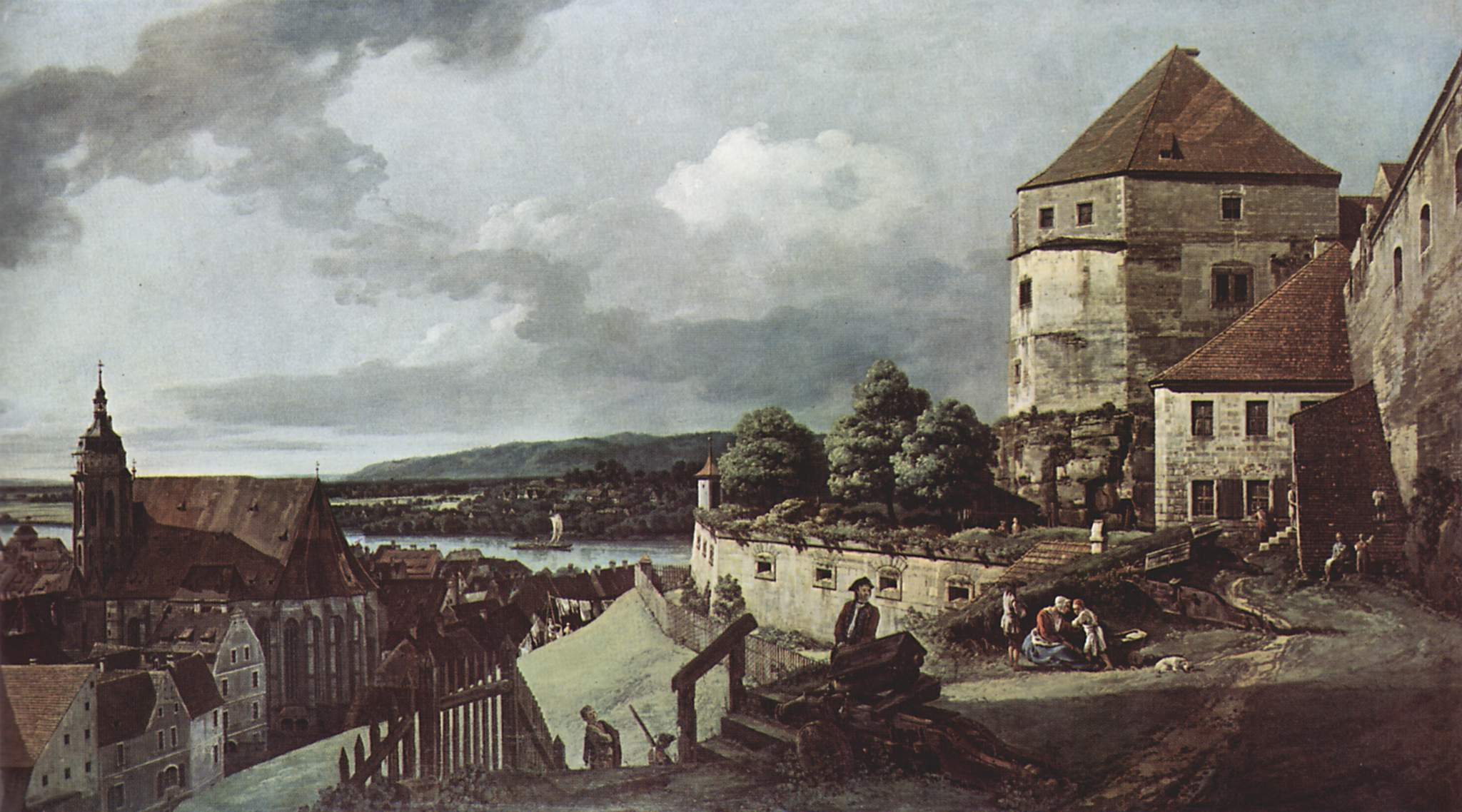
Pohled na Pirnu, odstoupenou Václavovi II. Bernardem z Kamence

Samostatnou kapitolou byl vztah Václava II. s nejvyššími zástupci malopolské církve. V tomto ohledu bylo důležité zejména krakovské biskupství s nemalým vlivem. Po smrti biskupa Pavla nastoupil do úřadu Prokop, jenž se snažil domoci náhrad za vojenské ztráty a potvrzení práva na příjmy z obchodu se solí. Pražský dvůr na požadavky přistoupil, nicméně Václav nechal prosadit za Prokopova nástupce na biskupském stolci vratislavského rodáka Jana Muskatu, jehož pročeská orientace umožnila dále upevňovat českou vládu na polském území.
Dalších úspěchů se Václav dočkal v Míšeňsku, kde se stal biskupem významný člen jeho dvora Bernard z Kamence. Ten sice musel po nástupu do úřadu kontakty s českým králem omezit, nicméně jeho zájmy nadále podporoval a v létě 1294 mu prodal hrad a město Pirnu, střežící cestu k Drážďanům. Drážďanský pán Fridrich, dosud bezdětný, navázal s Václavem klientské vazby. Spolu s tím slíbila tamější šlechta v případě Fridrichovy smrti předání zemí pod českou vládu.

### Vztahy sAdolfem Nasavským a nastolení Albrechta Habsburského

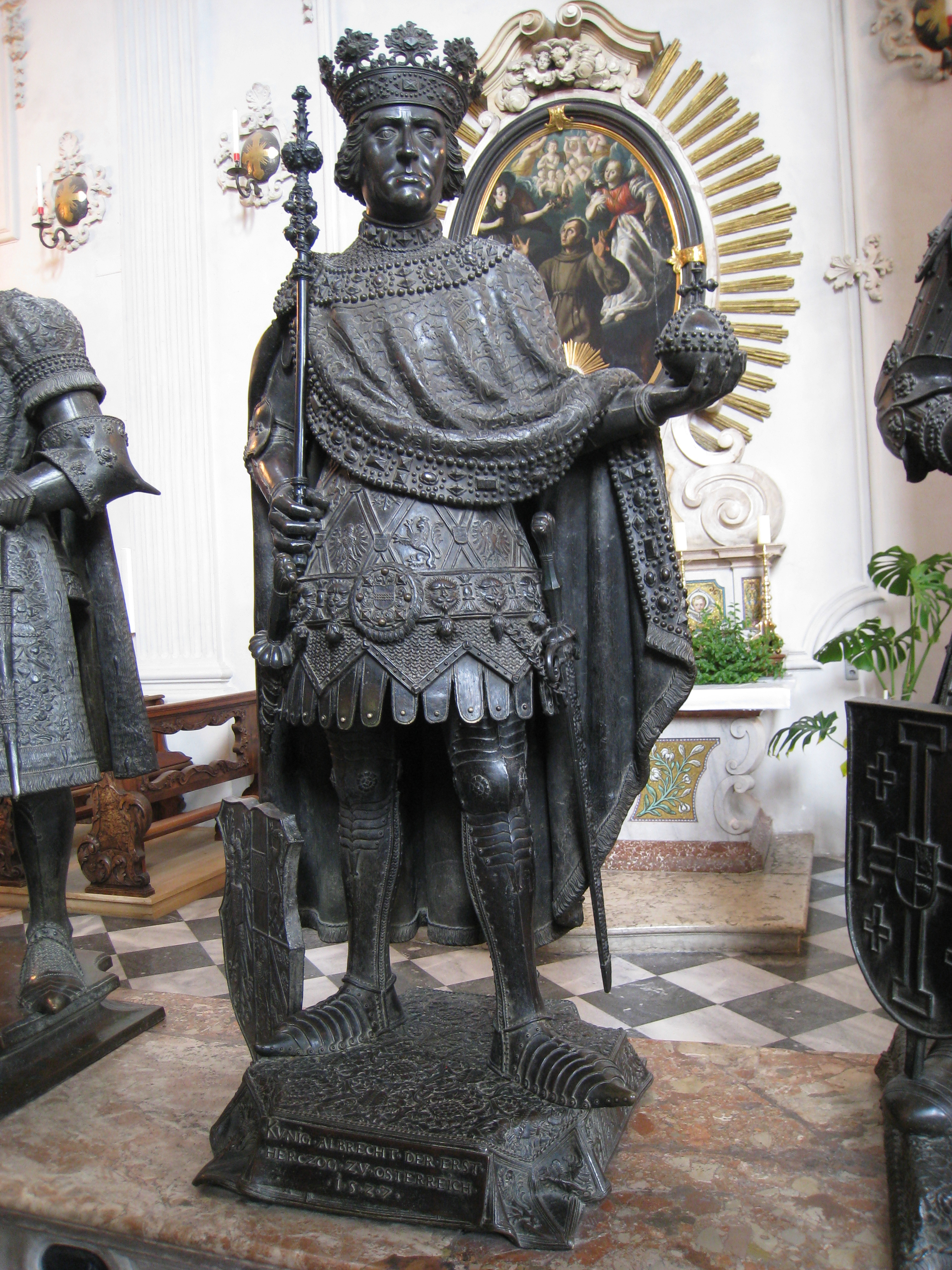
Socha Albrechta Habsburského

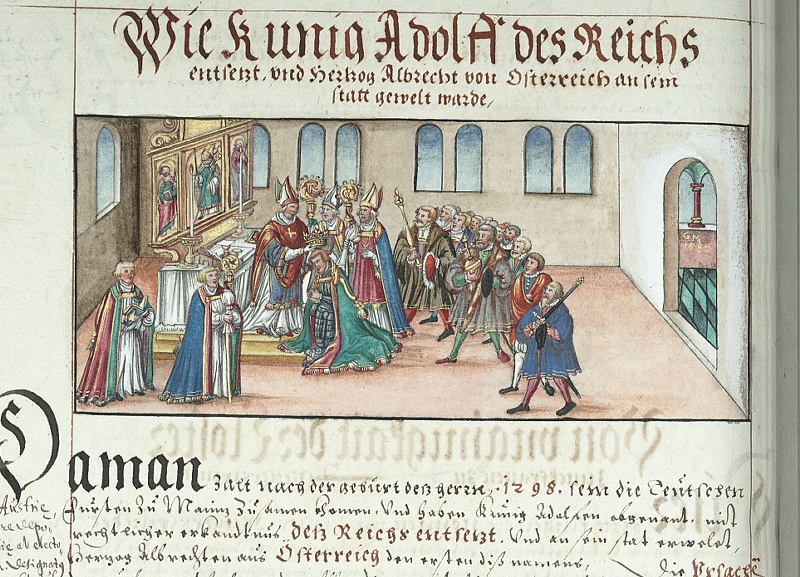
Sesazení Adolfa a zvolení Albrechta Habsburského novým římským králem

Místem, jež mělo v budoucnu změnit politickou orientaci českého krále v rámci Svaté říše římské, se stalo Míšeňsko. Adolf Nasavský neměl větší majetek, díky němuž by mohl vést politiku nezávislou na říšských kurfiřtech a další šlechtě. Proto se rozhodl po vzoru Rudolfa Habsburského získat pro sebe a svůj rod vlastní doménu. Tou se měly stát dvě země dosud v držení rodu Wettinů – Durynsko a Míšeňsko. Při zisku druhé ze zmiňovaných oblastí ovšem do budoucna musel počítat s nároky českého krále, jemuž již dříve míšeňské území přislíbil, dodá-li Václav právní podklady ke svým nárokům. K tomu již došlo za změněné situace, neboť spory mezi Václavem a Albrechtem Habsburským, dřívějším Adolfovým protivníkem, se v letech po Adolfově volbě začaly urovnávat. Ale i přesto, že Adolfovy plány ohrožovaly případný Václavův zisk Míšeňska, panovaly po jistou dobu mezi českým a říšským králem korektní vztahy.
Václav se začal usmiřovat se svým příbuzným Albrechtem pravděpodobně prostřednictvím své ženy Guty. V povstání rakouské šlechty proti Albrechtovi tak zachoval neutralitu. Rakouskému vévodovi se pak skutečně podařilo, po překonání nemoci vypuknuvší na podzim 1295, následující rok odpor šlechty zdolat a mohl začít plánovat sesazení dosavadního římského krále. Náznaky nového kursu české diplomacie se projevily během sňatku Albrechtovy dcery Anny se synem Oty Dlouhého Heřmanem, jehož dojednání byl Václav nápomocen. K definitivnímu urovnání sporu došlo někdy mezi lety 1293 až 1296 při rituálu smíření napodobujícím prvky lenní přísahy, kdy Albrecht poklekl před Václavem k zemi. Tím získal svého švagra jako potenciálního spojence v boji proti římskému králi Adolfovi. Navíc za Bernarda z Kamence nyní nastoupil schopný diplomat Petr z Aspeltu, jenž měl s domem Habsburků dlouholeté vztahy, které navázal jako osobní lékař a rádce Rudolfa Habsburského.
Mezitím Adolf Nasavský posiloval své postavení. Od durynského lantkraběte Albrechta Nezdárného odkoupil nároky na Durynsko i Míšeň a proti jeho synům, kteří se proti rozhodnutí svého otce rozhodli bránit se se zbraní v ruce, zorganizoval válečnou výpravu. Původní dohody mezi českým i římským králem nicméně nadále platily. Při další vojenské výpravě roku 1296, během níž se Adolfovi podařilo získat podstatnou část území Albrechtových synů, se Adolf s Václavem sešel v Grünhainu. Znovu přislíbil přezkoumání Václavových nároků na Míšeňsko a zároveň vyslal svého syna Ruprechta Nasavského s českým králem do Prahy, kde byl uzavřen sňatek mezi ním a Václavovou dcerou Anežkou. Ruprecht měl být zároveň jakožto rukojmí zárukou, že k předání Míšně skutečně dojde. Tento plán však ztroskotal, když o několik měsíců později Anežka zemřela. Václava tím nepoutaly k nasavskému rodu žádné svazky a Ruprecht byl odeslán zpět.
Adolf si v říši získával svou politikou v Míšni i v zahraničí stále více odpůrců. Jeho nevybíravé metody při prosazování územních požadavků i ochota bojovat za anglickou úplatu proti francouzskému králi Filipu Sličnému se stala terčem ostré kritiky. Příležitost k dokončení plánů na svržení dosavadního římského krále se naskytla během Václavovy korunovace konané 2. června 1297 v Praze. Mezi významnými hosty, kteří se na slavnosti objevili, nechybělo vedle Albrechta Habsburského množství významných říšských šlechticů. Na jejich jednáních se s největší pravděpodobností naplánovaly další kroky pro nastolení Albrechta novým římským králem. Úspěch jednání a zejména samotné korunovace však zkalila smrt Václavovy manželky Guty Habsburské.
| „                     | Paní Jitka pak, nejzbožnější královna, zemřela léta Páně 1297 dne 18. června a byla pochována na hradě Pražském u hrobu krále Otakara, i „učinili všichni lidé nářek veliký nad ní“… | “ |
| — Zbraslavská kronika | |   |

Poslední dohody Václav s Albrechtem uzavřeli ve Vídni v únoru 1298 při příležitosti zásnub českého kralevice Václava a uherské princezny Alžběty. V nich Albrecht slíbil odevzdat českému králi do zástavy Plíseňsko, Chebsko a skupinu hradů ležících na bavorsko-českém pomezí. Ve smlouvě nadále stálo, že český král nemusel plnit vůči říši žádné povinnosti, ale zároveň měl právo účastnit se významných porad týkajících se říše samotné. Mimo to byla potvrzena českým zemím další privilegia udělená předchozími římskými králi. Na základě podpory českého krále, vyjádřené zejména zasláním finančních prostředků na získání vojska, i podpory dalších kurfiřtů se Albrecht odhodlal k otevřené konfrontaci s Adolfem Nasavským. Dne 23. června 1298 se v Mohuči sešli kurfiřti a prohlásili Adolfa za sesazeného. Namísto něj zvolili následující den jako nového vládce Svaté říše římské Albrechta Habsburského. Na počátku července téhož roku v bitvě u Göllheimu nasavská vojska prohrála a Adolf zahynul. Albrecht se pak římské koruny dočasně vzdal, dokud neproběhla nová řádná volba. Po jejím úspěšném zakončení jednomyslným zvolením rakouského vévody byl Albrecht 24. srpna 1298 v Cáchách korunován římským králem. Epizoda vlády nasavského rodu v říši tak skončila.

### Mincovní reforma a zavedení pražského groše

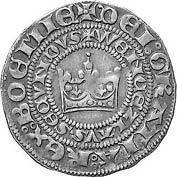
Pražský groš – avers

V první polovině 13. století došlo v Čechách k rozkvětu hornické činnosti a byla objevena rozsáhlá ložiska stříbrné rudy. České stříbro, ať již užívané pro dary a úplatky, na platbu námezdným vojskům, vedení úřednického aparátu či na udržování nákladného dvora, hrálo za posledních Přemyslovců důležitou úlohu v domácí i zahraniční politice. Za Václava II. vzniklo v Kutné Hoře hornické centrum patřící mezi největší v Evropě. Oblast zachvátila stříbrná horečka a začali se sem sjíždět horníci z míst v Německu, kde již byly zásoby stříbrných rud vyčerpané.
| „                     | Neboť co to je, že Kutná Hora, podnět lakoty a propast špatnosti, strhuje na sebe pozornost různých… národů a láká cizí krále a knížata. | “ |
| — Zbraslavská kronika | |   |

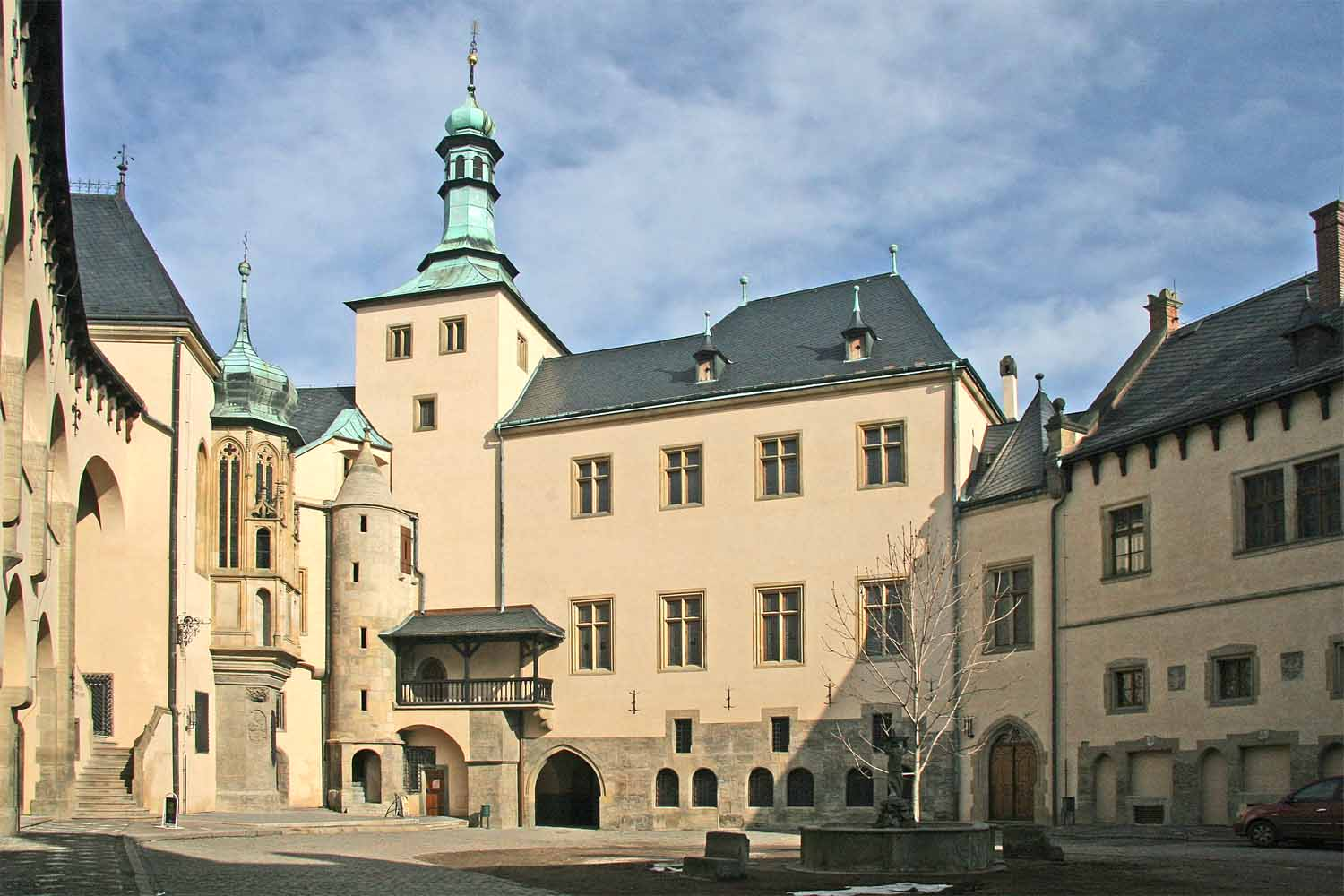
Nádvoří Vlašského dvora v Kutné Hoře

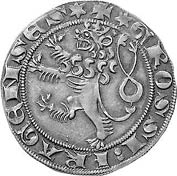
Pražský groš – revers

Český král využil skutečnosti, že většina zdejší půdy patřila sedleckému klášteru, jehož patronem byl on sám, a rozhodl se přímými zásahy vést vývoj nově vznikajícího hornického centra a prosadit mincovní reformu. V počátcích Václavovy vlády se nadále používala, tak jako za Přemysla Otakara II., brakteátová mince. Nevýhodou byla její nízká kvalita i značné množství míst, kde se razila. To ztěžovalo zahraniční obchod a vedlo k tomu, že za hranice se vyvážely kusy neraženého stříbra. Změnu přineslo zavedení pražského groše, měny, jež se stala vzorem pro další země v českém sousedství a dalších zemích střední a částečně i východní Evropy. Spolu s tím došlo k centralizaci výroby mincí – místo několika mincoven nyní existovalo jediné centrum ražby, a to přímo v Kutné hoře. Zde nechal Václav postavit Vlašský dvůr, do něhož byla všechna výroba soustředěna a jenž představoval jedno z největších průmyslových center tehdejší Evropy.
Samotnou realizaci reformy přenechal český král bankéřům původem z Florencie. Ti se též starali o ekonomiku království, získávání peněz, podporu výroby a účastnili se také dalších hospodářských podniků. Nová měna vycházela z messinského zlatého raženého v té době v Sicílii. Jeden groš vážil zhruba 3,9 gramu a odpovídal 12 drobnějším stříbrným mincím, taktéž nově raženým, zvaným parvus. Pražský groš přispěl k oživení ekonomické situace v zemi a záhy se stal oblíbeným platidlem jak doma, tak v zahraničí, kde mu byla dávána přednost před jinými méně kvalitními měnami.
| „                     | Srdce rozveselila všem ta veliká mince; groš, ten veliký peníz, již mnozí za svatý mají. | “ |
| — Zbraslavská kronika |                                                                                          |   |

### Horní zákoník

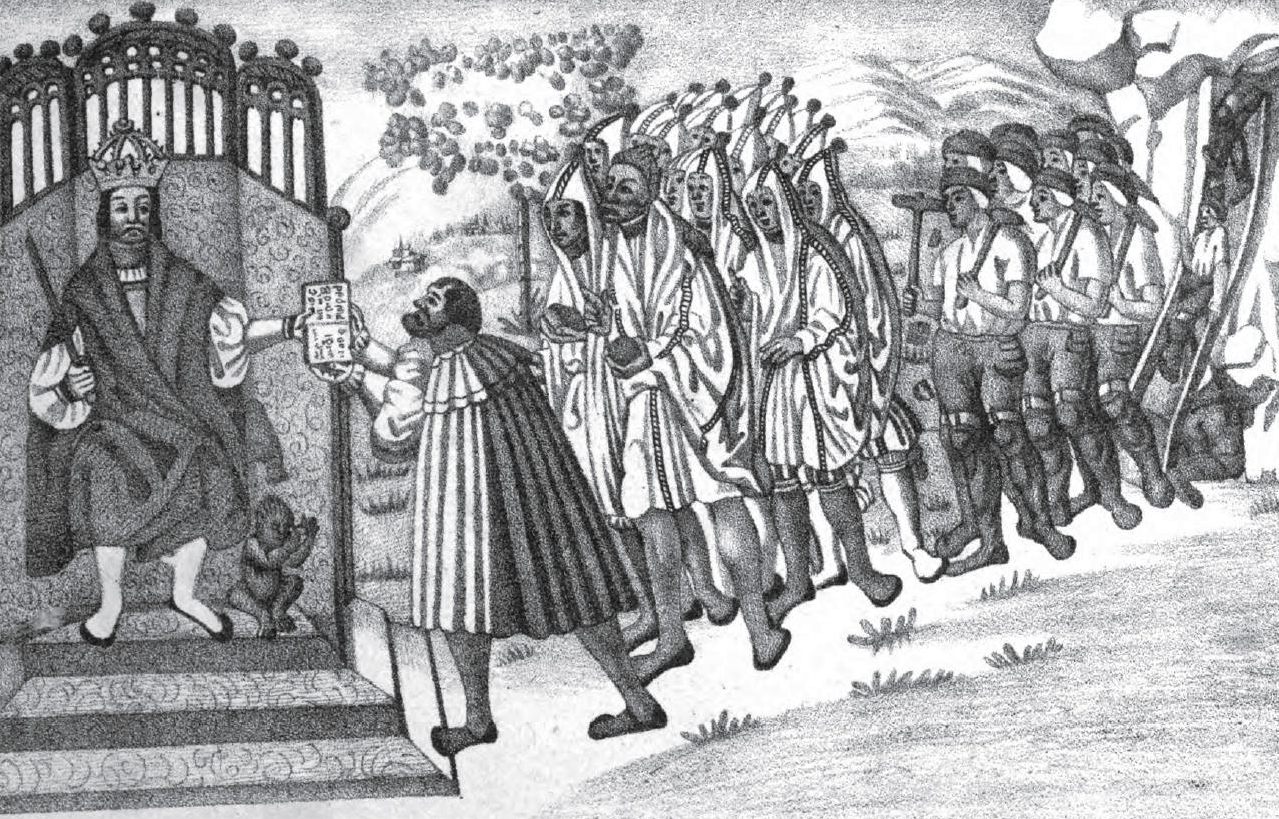
Václav II. uděluje kutnohorským dolům horní řád

Na samotné hornické činnosti se Václav II. nepodílel, ta byla přenechána odborníkům a podnikavým jedincům, kteří z vlastní iniciativy prováděli horní podnikání a činnosti s nimi spojené. Podíl na zisku z dolování vzácných kovů vycházel z takzvaných horních regálů, tedy práva vymáhat část výtěžku z těžby pro potřeby panovníka, který se snažil zachovat podnikatelskou svobodu. Královská moc byla chápána jako autorita zaštiťující právní předpoklady pro další rozvoj. Podnikání bylo zakotveno v rozsáhlém díle Ius regale montanorum, doslova Královské právo horníků, jež svou definicí vztahů mezi podnikatelem a státem nemělo v tehdejší Evropě obdobu. Bylo v něm mimo jiné patrné zaměření na zajištění norem v oblasti organizace práce, jejího odměňování a etice úřednictva. Autor, původem Ital, při tvorbě práva vycházel v některých případech i z práva římského.
Sbírka byla dělená do čtyř částí týkajících se osob, věcí, propůjček a soudního procesu. Svým charakterem se nejednalo o městské právo jako v případě jihlavského, ale o sbírku s celostátním působením zaštítěnou samotnou osobou vladaře. V ustanoveních se dbalo na postavení jednotlivých profesí, jejich práv a nároků. Zároveň byla respektována svoboda kverků, tedy horních podnikatelů vytvářejících větší celky zvané těžařstva. V případě potřeby bylo možné právo těžby pronajímat dále havířům nebo druhotným horním podnikatelům. Z dalších nařízení se samotných horníků dotklo zejména ustanovení o šestihodinové pracovní směně se zákazem pracovat dvě směny po sobě. Směny cyklicky bez ustání obíhaly, pracovalo se nepřetržitě kromě dnů odpočinku nařízených církví, tedy svátků a nedělí. Byla zaručena i bezpečnost – za tu podle nového horního práva měli zodpovídat tesaři. Majitel pozemku musel dolování umožnit, na druhou stranu měl nárok na část zisku. Příjmy krále představovala takzvaná urbura, tedy poplatek za těžbu, jež byl u různých profesí pevně stanoven.
Na svou dobu byl tento zákoník inovativní a jako základ pro hornické právo byl převzat do mnoha dalších států. V samotných Čechách se používal několik set let, v dílčích částech až do 19. století, dokud nebyla jeho platnost roku 1854 definitivně zrušena.

### Završení polské expanze

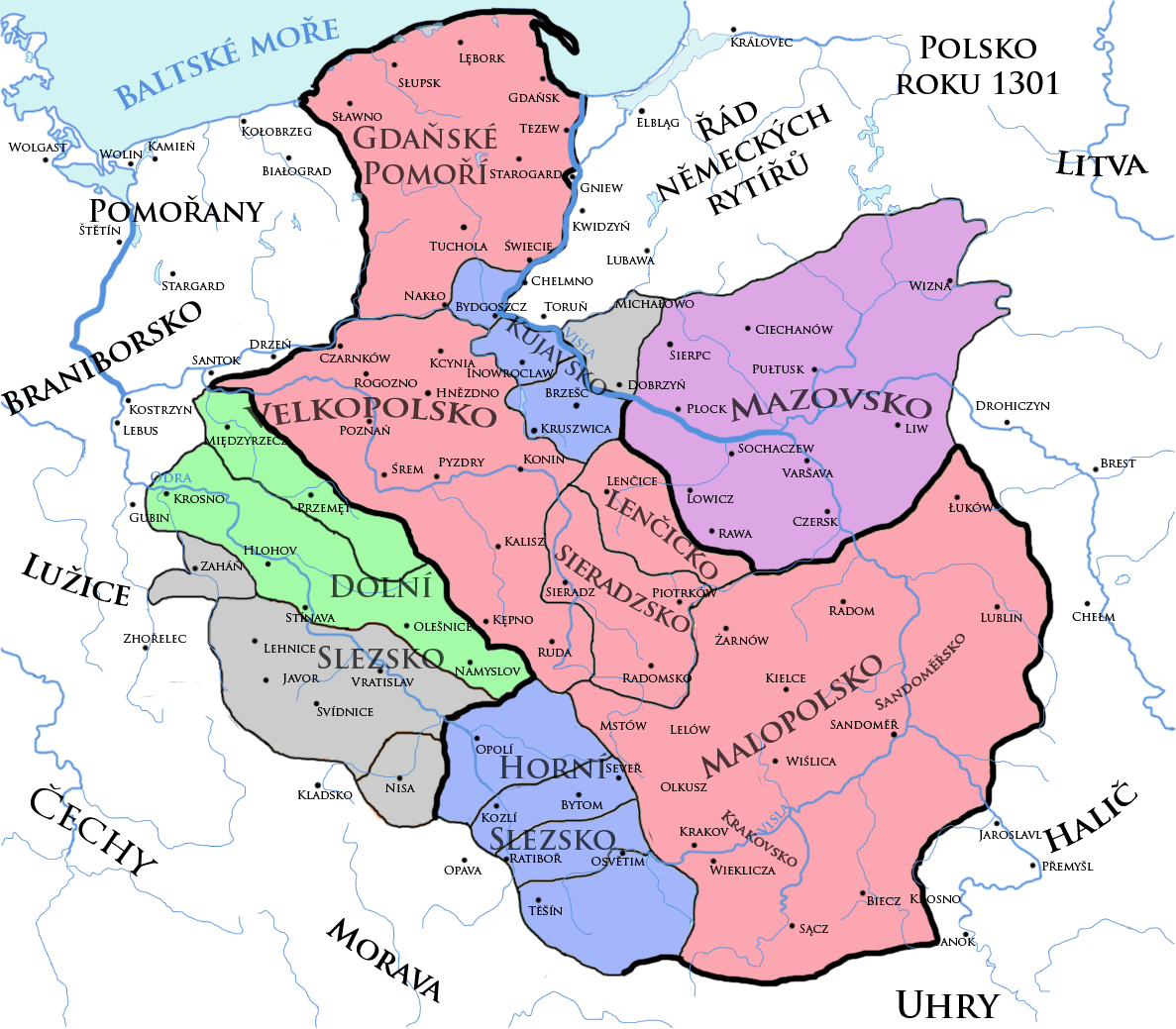
Polsko roku 1301 po korunovaci Václava II. polským králem:
Území v přímem držení Václava II.
Vazalové Václava II.
Jindřich Hlohovský
Boleslav II. Mazovský
menší nezávislá území

Přes neustále se vyvíjející situaci v říši byla pozornost krále Václava nadále upřena i do Polska. Zde se kromě něj snažili prosadit vratislavský kníže Jindřich Hlohovský, dále Přemysl Velkopolský a Vladislav Lokýtek, který držel Kujavsko. Z těchto tří byl dosud nejúspěšnější Přemysl, protože v jeho rukou se nacházelo významné město polských králů Hnězdno. Od roku 1291 Přemysl vyjednával s římskou kurií o možnosti své korunovace polským králem. Tu mu potvrdil až papež Bonifác VIII. roku 1295 – Přemysl byl téhož roku v Hnězdně slavnostně korunován. O postoji Václava k této korunovaci není známa žádná hodnověrná informace. Situace se ovšem záhy změnila, protože Přemysl byl následujícího roku zavražděn. Václav byl v tu dobu vázán politikou v říši a šance se mezitím chopili Jindřich Hlohovský a Vladislav Lokýtek. Z této dvojice získal podstatnou část Velkopolska a Pomoří Lokýtek, s nároky svého rivala Jindřicha, podporovaného českým králem, se nicméně musel vypořádat. Přes smlouvu rozdělující získané území mezi obě knížata došlo již roku 1297 k dalším bojům. Lokýtek, který se předtím neúspěšně pokoušel podkopat českou vládu v jižním Polsku získáním přízně Jana Muskaty, se kvůli nedostatku financí obrátil na Václava II. a výměnou za své nároky na Malopolsko získal jako náhradu pět tisíc hřiven stříbra. To na druhou stranu vedlo Jindřicha Hlohovského k nezávislejší politice a opuštění paktu s českým králem. Sám Jindřich ovšem neměl dostatečnou moc, aby mohl v nastalé situaci konkurovat Václavovi.
Po zkáze Adolfa Nasavského u Göllheimu a volbě Albrechta Habsburského novým panovníkem Svaté říše římské se otevřely možnosti další české expanze na sever. Jedním z úspěšných předpokladů rozšíření přemyslovské moci v Polsku byla smlouva s Lokýtkem ze srpna 1299, ve které se za další značný obnos velkopolský kníže uvolil dostavit o Vánocích téhož roku do Prahy a převzít své země od Václava v léno. Pokud by tak neučinil, měla všechna jeho území připadnout českému králi. Lokýtek slovo nedodržel, čímž zajistil českému králi právní podklady k dalšímu rozšíření území. Následujícího roku dorazili za Václavem představitelé velkopolské šlechty i duchovenstva, jež si velkopolský pán svou dosavadní politikou znepřátelil, a vyzvali ho, aby přijal vládu namísto Vladislava Lokýtka. Václav mohl navíc své nároky umocnit zásnubami s dcerou zesnulého Přemysla Velkopolského Eliškou Rejčkou, ke kterým došlo ještě před jeho výpravou do Polska roku 1300.
| „            | Nemá v obyčeji naše královská důstojnost zavírati náručí lásky své těm, kteří se pokusili k němu s důvěrou uchýliti v naději na získání milosti. Vaší žádosti tedy, kterou nás zvete na království Polské, s ochotným duchem rádi nyní vyhovujeme… | “ |
| — Václav II. | |   |

Samotná Václavova výprava proběhla úspěšně. Za pomoci většiny velkopolské nobility a Řádu německých rytířů se podařilo získat podstatnou část Lokýtkových území. Sám velkopolský kníže se s Václavovým vojskem nestřetl a namísto toho utekl ze země. Na podzim roku 1300 došlo v Hnězdně k nové královské korunovaci – Václav II. tak nyní pro svůj rod získal dvě královské koruny, českou a polskou. Část polské šlechty následovala svého původního pána do exilu a po celý zbytek roku pokračovaly drobné vojenské srážky se zbývajícími Lokýtkovými stoupenci. Na nově získaném území byl tak jako v Malopolsku zaveden úřad starosty neboli zemského hejtmana.

### Zisk uherské koruny

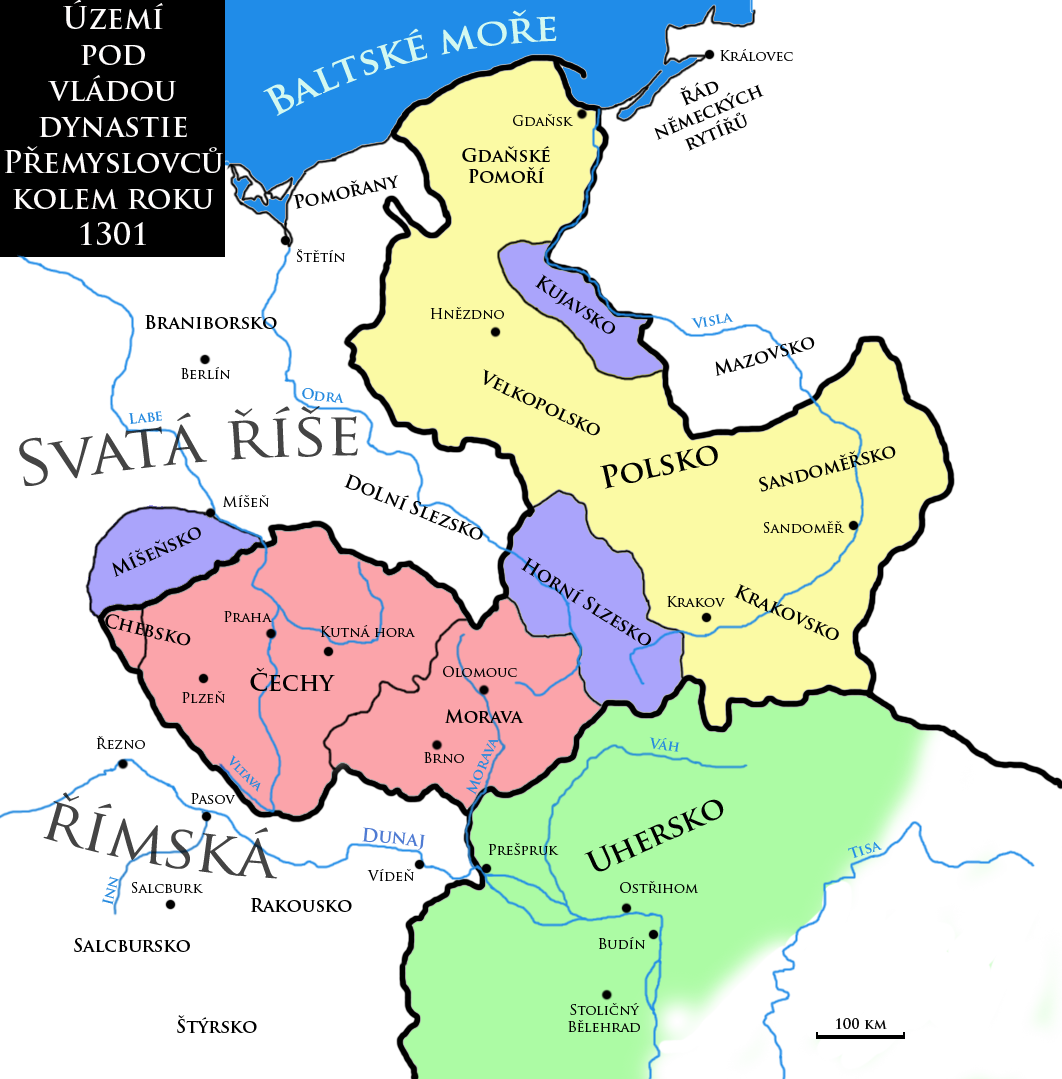
Území pod kontrolou přemyslovské dynastie kolem roku 1301:
České království
Polské království
Pravděpodobný rozsah moci Václava III. v Uhrách
Země v lenní závislosti

Nečekaného úspěchu se přemyslovská dynastie dočkala následujícího roku. V lednu 1301 totiž bez mužského dědice zemřel uherský král Ondřej III. Během své vlády byl nucen řešit vztahy s odbojnou šlechtou a nároky dalších evropských vládců na uherský trůn. Zatímco s prvním ze soupeřů, Albrechtem Habsburským, se podařilo vyjednat dohodu, druhý pretendent uherského trůnu Karel Robert z Anjou nadále pokračoval v boji. Roku 1300 se dokonce vylodil v Dalmácii a nechal se korunovat chorvatským králem. Uherští magnáti nechtěli přijmout kandidaturu Karla Roberta a hledali jinou možnost. Jako další uchazeč o uherskou korunu připadal v úvahu také Ota III. Dolnobavorský, Arpádovec po matce, a Václav III., vnuk Kunhuty Haličské a snoubenec osiřelé desetileté Alžběty. Rozhodování uherské šlechtě usnadnilo bohatství českého krále. Václav II. po počátečním váhání i přes nesouhlas královské rady začal pro syna usilovat o získání uherského trůnu a uherští páni byli uplaceni kutnohorským stříbrem.
V květnu 1301 byl Václav III. uherským sněmem prohlášen za čekatele svatoštěpánské koruny. Po několika dalších schůzkách a dalším mohutném uplácení váhajících odjel dvanáctiletý kralevic do Uher se spolehlivým doprovodem a s kanceláří vedenou krakovským biskupem Janem Muskatou. O měsíc později se setkal v Hodoníně s uherskou šlechtou a 27. srpna 1301 byl ve Stoličném Bělehradě korunován pod jménem Ladislav V. uherským králem.
| „                            | …Zmiňovaný král, kterého Uhři pojmenovali Ladislav, sídlil v Budíně, ale baroni mu nedali ani jeden hrad, žádnou moc a vládu, žádné královské právo podobně jako chlapci Karlovi. Jedna část země vyhlásila králem Karla, druhá Ladislava, ale pouze podle jména, ne ve skutečnosti, ve smyslu královské svrchovanosti a pravomoci. | “ |
| — Vídeňská obrázková kronika | |   |

Přemyslovská vláda v Uhrách však nebyla definitivně potvrzena, protože část šlechty nadále stála za Karlem Robertem.

### Soupeření sprotičeskou koalicí

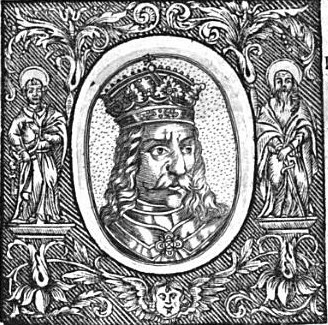
Václav II. (kresba z počátku 18. století)

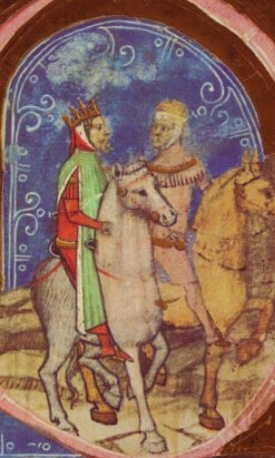
Václav III. se navrací do Čech (Chronicum Pictum)

Náhlý růst přemyslovské moci a území pod jejich kontrolou vedl k vytvoření široké koalice, jež měla zvrátit dosavadní Václavovy úspěchy. Mezi přední osobnosti této koalice se vedle Karla Roberta, jenž pokračoval ve svém boji za uherskou korunu, objevil Albrecht Habsburský. Ten navázal na politiku svého předchůdce Adolfa Nasavského a snažil se opět na úkor Wettinů získat oblasti v Durynsku a Míšeňsku, kde se střetával i se zájmy českého krále. S římským králem se spojil papež Bonifác VIII., který stál v bojích o vládu v Uhrách na straně Anjouovců a zároveň využíval Albrechta v zápase s francouzským králem Filipem Sličným. Vzhledem k situaci se i Václav pokusil využít možnosti spolupráce s Francií. Jednání odehrávajících se v létě 1303 se zhostil Petr z Aspeltu. Na základě dohody měl Václav postavit vojsko za 100 000 hřiven stříbra v severním Německu. Rozsáhlejší česko-francouzská spolupráce se nicméně nerealizovala.
Zatímco došlo k boji Filipa IV. s papežem, Albrecht se zaměřil na pokoření Přemyslovců. Habsburskou ofenzívu se pokusil zastavit jednáním ve Vídni opět zkušený diplomat Petr z Aspeltu, nicméně v tomto případě již úspěchu nedosáhl. Albrecht vyslovil, v rozporu s původními privilegii zaručenými českému králi roku 1298, požadavek placení říšského desátku případně odevzdání Kutné Hory na šest let a vzdání se vlády v Plíseňsku, Chebsku, Míšni, Uhrách i Polsku. Václav takové požadavky striktně odmítl, načež Albrecht v květnu 1304 uvalil na svého bývalého švagra říšskou klatbu. Mnozí významní šlechtici, předpokládající Albrechtův úspěch, přislíbili účast na plánovaném vojenském tažení, jež jim mělo poskytnout značnou kořist. V srpnu 1304 se v Bratislavě, v té době ovládané Albrechtem, sešel římský král, Anjouovec Karel Robert a pravděpodobně i Václavův polský rival Vladislav Lokýtek, aby proti svému nepříteli dojednali společné kroky. Podporu měl přislíbit i Jindřich Hlohovský.
Český král nezůstal v boji proti Albrechtovi osamocen. Spojenectví mu přislíbili jak Askánci, tak Řád německých rytířů, s kterým udržoval český vládce tradičně dobré vztahy. Ještě na jaře 1304 vyrazil Václav, v této chvíli již zasažen tuberkulózou, v čele vojska do Uher na pomoc svému synovi, jehož tísnila vojska Karla Roberta.
| „                     | Potom protože tento otec Václav planul touhou viděti syna, obávaje se také, aby se mu nepřihodilo nějaké nebezpečenství, shromáždil silné vojsko a vytáhl roku 1304 v měsíci červnu do království Uherského… | “ |
| — Zbraslavská kronika | |   |

Čechy svěřil na dobu vojenského tažení do správy synovce Heřmana Braniborského. Přes některé vojenské úspěchy se museli čeští vojáci v létě z Uherska stáhnout, protože na Moravu v této chvíli již začaly útočit první jednotky Albrechta Habsburského. V kritické situaci, kdy římská vojska pochodovala do Čech, ovšem zachovali členové české šlechty věrnost. Vítkovci, střežící pohraniční hvozdy, Albrechtovi neustoupili a nepřeběhli (na rozdíl od podobné situace za vlády Přemysla Otakara II.) na stranu římského krále. Až počátkem října říšská vojska doplněná uherskými spojenci, kteří prošli za soustavného plenění Moravou, vyrazila ke kutnohorským stříbrným dolům. Po celou dobu se římský král pokoušel dosáhnout velké rozhodující bitvy, ovšem Václav rozdělil svá vojska do menších mobilnějších celků majících za úkol oslabování nepřítele, jenž v nepřátelském a málo osídleném prostředí trpěl stálým nedostatkem proviantu. U Nymburka vyčkávali na Václavův rozkaz i Askánci – Heřman Braniborský i se šedesátiletým strýcem Otou Se šípem. Velením části německých vojáků v žoldu Václava II. byl pověřen i jeho bývalý zeť Ruprecht Nasavský.Za této situace stanul Albrecht v čele svých vojsk před Kutnou Horou a pokusil se ji oblehnout. Jeho úsilí bylo zmařeno náhle vypuknuvší epidemií úplavice, kterou středověcí kronikáři přičítali odpadům a jedům vylitým do přilehlého Vrchlického potoka kutnohorskými horníky.
| „                     | Neboť četní horníci přimísili mour a pěnovou strusku ze stříbra a jiné bahnité nečistoty z jam a hutí do onoho potoka, tekoucího k nepřátelskému vojsku… takže zahynulo bez počtu lidí a dobytka, otráveno oním jedem… | “ |
| — Zbraslavská kronika | |   |

Ve chvíli, kdy ke Kutné Hoře přitáhl český král, Albrecht přesunul své vojsko dál od města a vyčkával na počátek vytoužené rozhodující bitvy. Ale ani v této chvíli se nedočkal. Nevida jiného východiska se římský král rozhodl se svým vojskem ustoupit. Toho jeho nepřítel využil a na rozptýlenou armádu říšských knížat poslal své oddíly. Spořádaný ústup se nakonec změnil v útěk přes Vysočinu, která již v té době byla zasypána sněhem. Domů se vrátily jenom zbytky původního Albrechtova vojska.

### Poslední měsíce vlády a smrt

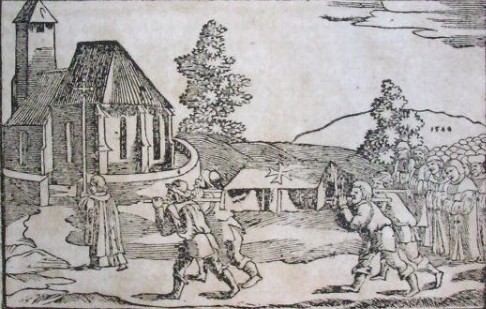
Pohřeb Václava II. (Hájkova kronika)

Albrecht Habsburský se po neúspěchu své výpravy ocitl v nezáviděníhodné situaci. V domnění, že kořist z výpravy do Čech mu vynese dostatečné bohatství, se značně zadlužil a dal do zástavy i četný říšský majetek. Navíc od něj začali odpadávat dosavadní spojenci jako bavorští vévodové či Wettinové. Česká diplomacie se však v dané chvíli musela soustředit na zastavení poklesu moci a kombinací pružných protiopatření se snažila ze zahraničních území udržet zejména Velkopolsko a Malopolsko. Václava opouštěly síly. Ještě před svou smrtí svolil k mírovému jednání a ústupkům vůči Albrechtovi, aby svému synovi usnadnil převzetí trůnu. Zároveň syna zapřisáhl, aby dodržel finanční závazky a splatil jeho dluhy. Stižen tuberkulózou, Václav, král český a polský, vydechl naposledy v Praze 21. června 1305 v měšťanském domě zlatníka Konráda.
| „                     | Pro dlouhý pláč, kterým všichni plakali, již úplně vyschly proudy slz v očích, a proto už bez pláče a prolévání slz spolu vznášeli smutný nářek k nebesům… | “ |
| — Zbraslavská kronika | |   |

Právě Václav II. se tak stal prvním z rodiny, kdo byl pohřben v plánovaném přemyslovském pohřebišti na Zbraslavi. 23. června 1305 bylo jeho dlouhou nemocí zubožené tělo v královském šatu uloženo v sotva dostavěném chrámu. Nebylo tak vyslyšeno jeho údajné přání být pohřben v prostém šatu cisterciáckého konvrše. 10. srpna 1420 vnikly do klášterního ticha houfy husitů a Síň královská podlehla plamenům. V 17. století se objevila první písemná zmínka o souboru vyneseného kosterního materiálu, z nějž byly ve 20. století antropologem Emanuelem Vlčkem identifikovány i Václavovy ostatky.

## Hodnocení Václavovy osobnosti a vlády

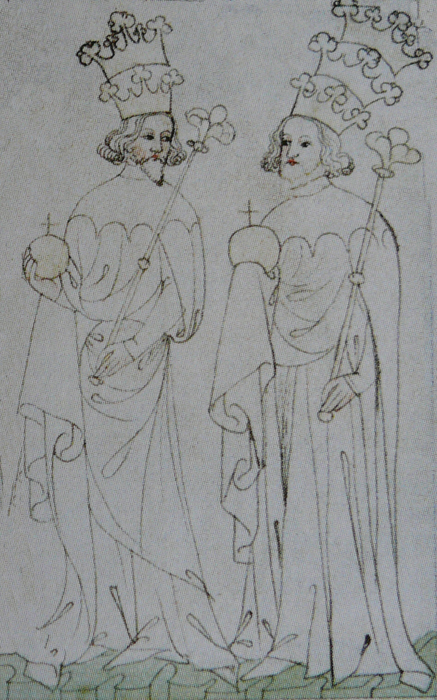
Václav II. jako král český a polský a Václav III. jako král český, polský a uherský (iluminace ze Zbraslavské kroniky)

Především starší historiografie Václava často posuzovala negativně, zejména ve srovnání s jeho otcem. V porovnání s ním se jevil jako člověk nepříliš energický, málokdy objíždějící svou zemi a neúčastnící se bitev, se slabou tělesnou konstitucí a sklony k psychické labilitě, projevované mimo jiné strachem z bouřky či silným až panickým odporem vůči kočkám. Rádci, kterými se Václav obklopoval, měli být těmi, kteří ve skutečnosti v pozadí drželi hlavní rozhodovací pravomoc. Novější pohled na Václavovu osobnost, jenž pak zůstal platným takřka dodnes, se prosadil v první polovině 20. století, kdy větší pozornost věnoval Václavově osobnosti zejména Josef Šusta. V jeho případě nepůsobí již role Václava II. tak negativně, stále je zde nicméně popisován jako člověk s rozporuplnou osobností – přehnaná zbožnost, bohatý milostný život, záliba v bohatství a nádheře, zároveň značná štědrost a obliba umění. Část současných historiků zaujímá vůči Václavovi odlišný přístup, vycházející z nové interpretace pramenů, zejména Zbraslavské kroniky, jejíž autoři se pokouší králi přiřadit atributy dokonalého panovníka a ve značné míře používají literární prostředky příznačné pro hagiografie světce, jež měly pravděpodobně přispět k jeho svatořečení. Obraz vysoce citlivého, často nemocného krále trpícího psychickou poruchou tak nemusí stát na příliš pevných základech.
Přes problematiku spojenou s Václavovou osobností lze říci, že po usednutí nového krále na trůn nastalo v českých zemích období relativního míru a obnovení hospodářské prosperity, jíž vladař sám dopomohl mimo jiné i mincovní reformou. Jedním ze základů moci a úspěchů českého panovníka v zahraniční politice bylo české stříbro, jež mu umožňovalo naklonit si cizí velmože, vést válečné výpravy a reprezentovat se doma i v cizině. Český král byl významným činitelem Svaté říše římské, jehož podpora byla klíčová pro dosazení dvou římských králů, Adolfa Nasavského a Albrechta Habsburského. Roku 1301 díky jeho zásluhám stanula přemyslovská dynastie na vrcholu své moci, když její členové vládli v českých zemích, Polsku a značné části Uher. Zároveň bylo v rámci lenní závislosti získáno pod český vliv Míšeňsko.
| „                                                         | Koruny dvě, k tomu širé kraje jemu se daly, aby v ruce maje své je, vlád jim Václav král… | “ |
| — Křížová výprava lantkraběte Ludvíka Zbožného Durynského |                                                                                           |   |

Přes tyto úspěchy se nepodařilo dokončit dva Václavovy projekty – zavedení psaného zákoníku a založení univerzity. V obou případech se čeští páni proti jeho plánům postavili, obávajíce se poklesu svého vlivu a moci ve státě. Ukotvením práva by totiž ztratili možnost nadále rozhodovat o zákonech země a existence univerzity v Čechách by naopak mohla posílit vliv duchovenstva. Václav, vědom si postavení nobility ve státě, v obou případech ustoupil. Kladný vztah se šlechtou se Václavovi vyplatil – při vpádu římského krále Albrechta roku 1304, na rozdíl od podobné situace za vlády Přemysla Otakara II., zůstali čeští šlechtici na králově straně.
Ani původní teritoriální zisky nezůstaly dlouho v přemyslovských rukou. Již po otcově smrti se Václav III. vzdal uherské koruny. V důsledku vymření přemyslovského rodu po meči jeho zavražděním v Olomouci 4. srpna 1306 se od českého státu odpoutalo také Polsko. Nicméně zde nepřišlo úsilí českého krále úplně nazmar. Nově nastoupivší Lucemburkové dokázali na základě nároků zděděných po Přemyslovcích získat na polských piastovských vládcích Slezsko, jehož podstatná část zůstala součástí zemí Koruny české až do doby Marie Terezie. Na úspěchy Václava II., českého a polského krále, tak navázala dynastie lucemburská, zejména její nejvýznamnější představitel Karel IV.

## Podpora umění a vlastní tvorba

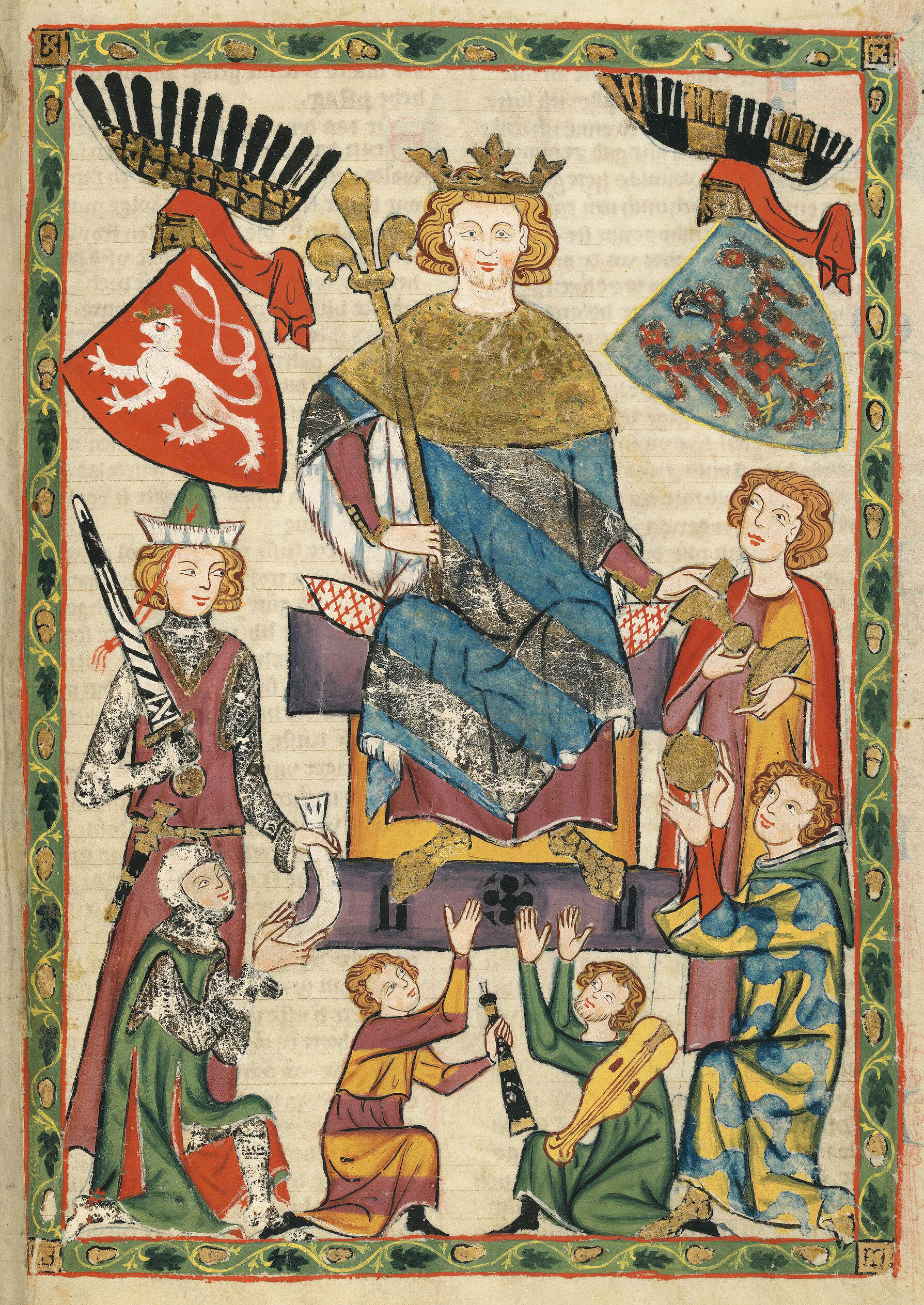
Václav II. jako autor milostných veršů (Codex Manesse)

Václav byl mecenášem, nadšeným posluchačem a také autorem básní. Dá se předpokládat, že kladný vztah k rytířské dvorské kultuře získal během internace u svých braniborských příbuzných, kteří měli stejnou zálibu. Neuměl sice číst, ale odposlechem se naučil latinsky a pravděpodobně znal i češtinu, která se používala na pražském dvoře společně s němčinou. Německy panovník skládal dodnes dochované milostné básně, z nichž tři jsou zaznamenány v Codexu Manesse i s celostránkovou iluminací zpodobňující samotného autora.
| „                                            | Z bolesti radost vzešla mi – já smál se mezi slzami! | “ |
| — Píseň Václava II. (v překladu Petra Kopty) |                                                      |   |

Na pražském královském dvoře se pohybovalo mnoho minesengrů, těšících se panovníkově podpoře. Oldřich z Etzenbachu zde složil román Wilhelm von Wenden, v němž se kromě postavy královny Guty objevil i Václav II. Jindřich Clausner na královu zakázku sepsal Legendu o Panně Marii a zřejmě i Frauenlob pro uměnímilovného panovníka sepsal Lejch o Panně Marii. Václav oplýval i dalšími zájmy – na hradě měl po otci zděděný hvězdný globus a během jeho éry začal vznikat Hvězdný atlas. Také s oblibou shromažďoval svaté ostatky, v čemž ho následovala dcera Eliška.

## Odraz vliteratuře a umění
Osobnost krále je vykreslena v dobové Zbraslavské kronice, jež krále idealizuje, a naopak Štýrská veršovaná kronika z pera Otakara Štýrského jej ukazuje jako poživačného uzurpátora. Kronikář Dalimil sice vyčítal králi přílišnou lásku k církevním hodnostářům, ale dobu jeho vlády hodnotil kladně. Dante Alighieri Václava II. nazval floutkem Václavem a darmošlapem a umístil jej ve své Božské komedii do očistce. Zmiňuje se také o změkčilosti a chtíči českého vladaře, není však zcela jisté, zda nezaměnil otce se synem Václavem III.
Z doby současné je Václav II. hrdinou románů spisovatelky Ludmily Vaňkové Zlá léta, Dědici zlatého krále a Žebrák se stříbrnou holí. Oldřich Daněk jej ztvárnil v Králi bez přilby a Jiří Hanibal v Údělu královském. Fiktivní Václavův deník Deník Václava II.: když mu deset let bylo a tíha království na něm spočinula, tento jen do smrti Závišovy vedený napsal Jan Lipšanský.

## Potomci
1. manželství ∞ 1278 Guta Habsburská (1271–1297)
- Přemysl Otakar (6. května 1288 – 19. listopadu 1288)
- Václav III. (6. října 1289 – 4. srpna 1306), český, polský a uherský král ∞ 1305 Viola Těšínská
- Anežka Přemyslovna (6. října 1289 – 1296) ∞ 1296 Ruprecht Nasavský
- Anna Přemyslovna (15. října 1290 – 3. září 1313), česká královna ∞ 1306 Jindřich Korutanský, hrabě tyrolský, vévoda korutanský, markrabě kraňský
- Eliška Přemyslovna (20. ledna 1292 – 28. září 1330), česká královna ∞ 1310 Jan Lucemburský
- Guta (31. března 1293 – 3. srpna 1294)
- Jan (26. února 1294 – 1. března 1294)
- Jan (21. února 1295 – 6. prosince 1296)
- Markéta Přemyslovna (21. února 1296 – 8. dubna 1322), vratislavská a lehnická kněžna ∞ 1308 Boleslav III. Lehnický
- Guta (*/† 21. května 1297)

2. manželství ∞ 1300 Eliška Rejčka (1286–1335):
- Anežka Přemyslovna (15. června 1305 – 1336/1337), javorská kněžna ∞ 1316 Jindřich I. Javorský

Václav II. měl několik levobočků. Jediným z nich, který je legitimně doložen, byl Jan Volek († 27. září 1351).

## Vývod z předků
|            |                    |  |                       |                        |  |  |  |  |  |  |  | Vladislav II. |
|            |                    |  |                       |                        |  |  |  |  |  |  |  |               |
|            | Přemysl Otakar I.  |  |                       |                        |  |  |  |  |  |  |  |               |
|            |                    |  |                       |                        |  |  |  |  |  |  |  |               |
|            |                    |  |                       | Judita Durynská        |  |  |  |  |  |  |  |               |
|            |                    |  |                       |                        |  |  |  |  |  |  |  |               |
|            | Václav I.          |  |                       |                        |  |  |  |  |  |  |  |               |
|            |                    |  |                       |                        |  |  |  |  |  |  |  |               |
|            |                    |  |                       | Béla III. Uherský      |  |  |  |  |  |  |  |               |
|            |                    |  |                       |                        |  |  |  |  |  |  |  |               |
|            | Konstancie Uherská |  |                       |                        |  |  |  |  |  |  |  |               |
|            |                    |  |                       |                        |  |  |  |  |  |  |  |               |
|            |                    |  |                       | Anežka z Antiochie     |  |  |  |  |  |  |  |               |
|            |                    |  |                       |                        |  |  |  |  |  |  |  |               |
|            | Přemysl Otakar II. |  |                       |                        |  |  |  |  |  |  |  |               |
|            |                    |  |                       |                        |  |  |  |  |  |  |  |               |
|            |                    |  |                       | Fridrich I. Barbarossa |  |  |  |  |  |  |  |               |
|            |                    |  |                       |                        |  |  |  |  |  |  |  |               |
|            | Filip Švábský      |  |                       |                        |  |  |  |  |  |  |  |               |
|            |                    |  |                       |                        |  |  |  |  |  |  |  |               |
|            |                    |  |                       | Beatrix Burgundská     |  |  |  |  |  |  |  |               |
|            |                    |  |                       |                        |  |  |  |  |  |  |  |               |
|            | Kunhuta Štaufská   |  |                       |                        |  |  |  |  |  |  |  |               |
|            |                    |  |                       |                        |  |  |  |  |  |  |  |               |
|            |                    |  |                       | Izák II. Angelos       |  |  |  |  |  |  |  |               |
|            |                    |  |                       |                        |  |  |  |  |  |  |  |               |
|            | Irena Angelovna    |  |                       |                        |  |  |  |  |  |  |  |               |
|            |                    |  |                       |                        |  |  |  |  |  |  |  |               |
|            |                    |  |                       | Herina                 |  |  |  |  |  |  |  |               |
|            |                    |  |                       |                        |  |  |  |  |  |  |  |               |
| Václav II. |                    |  |                       |                        |  |  |  |  |  |  |  |               |
|            |                    |  |                       |                        |  |  |  |  |  |  |  |               |
|            |                    |  | Vševolod IV. Kyjevský |                        |  |  |  |  |  |  |  |               |
|            |                    |  |                       |                        |  |  |  |  |  |  |  |               |
|            | Michal Černigovský |  |                       |                        |  |  |  |  |  |  |  |               |
|            |                    |  |                       |                        |  |  |  |  |  |  |  |               |
|            |                    |  |                       | Marie Polská           |  |  |  |  |  |  |  |               |
|            |                    |  |                       |                        |  |  |  |  |  |  |  |               |
|            | Rostislav Haličský |  |                       |                        |  |  |  |  |  |  |  |               |
|            |                    |  |                       |                        |  |  |  |  |  |  |  |               |
|            |                    |  |                       | Roman Haličský         |  |  |  |  |  |  |  |               |
|            |                    |  |                       |                        |  |  |  |  |  |  |  |               |
|            | Marie Haličská     |  |                       |                        |  |  |  |  |  |  |  |               |
|            |                    |  |                       |                        |  |  |  |  |  |  |  |               |
|            |                    |  |                       | Predslava              |  |  |  |  |  |  |  |               |
|            |                    |  |                       |                        |  |  |  |  |  |  |  |               |
|            | Kunhuta Uherská    |  |                       |                        |  |  |  |  |  |  |  |               |
|            |                    |  |                       |                        |  |  |  |  |  |  |  |               |
|            |                    |  |                       | Ondřej II. Uherský     |  |  |  |  |  |  |  |               |
|            |                    |  |                       |                        |  |  |  |  |  |  |  |               |
|            | Béla IV. Uherský   |  |                       |                        |  |  |  |  |  |  |  |               |
|            |                    |  |                       |                        |  |  |  |  |  |  |  |               |
|            |                    |  |                       | Gertruda Meranská      |  |  |  |  |  |  |  |               |
|            |                    |  |                       |                        |  |  |  |  |  |  |  |               |
|            | Anna Uherská       |  |                       |                        |  |  |  |  |  |  |  |               |
|            |                    |  |                       |                        |  |  |  |  |  |  |  |               |
|            |                    |  |                       | Theodoros I. Laskaris  |  |  |  |  |  |  |  |               |
|            |                    |  |                       |                        |  |  |  |  |  |  |  |               |
|            | Marie Laskarina    |  |                       |                        |  |  |  |  |  |  |  |               |
|            |                    |  |                       |                        |  |  |  |  |  |  |  |               |
|            |                    |  |                       | Anna Komnena Angelina  |  |  |  |  |  |  |  |               |
|            |                    |  |                       |                        |  |  |  |  |  |  |  |               |